# Controverse sur le rôle de la vaccination dans l'autisme
Vous lisez un « article de qualité » labellisé en 2017.
Pour un article plus général, voir Controverse sur la vaccination.

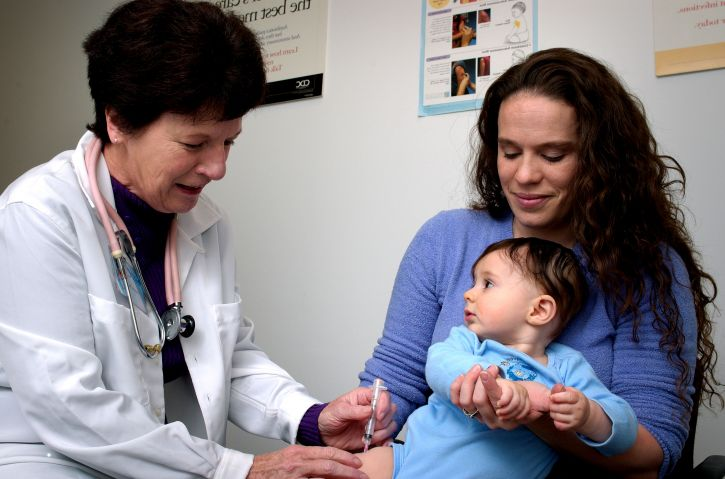
Vaccination d'un jeune enfant.

La controverse sur le rôle de la vaccination dans l'autisme est une ancienne controverse scientifique désormais invalidée, portant sur le rôle déclencheur d'une vaccination dans l'apparition des troubles du spectre de l'autisme (TSA), particulièrement forte au Royaume-Uni et aux États-Unis, et soutenue par le mouvement anti-vaccins. Le consensus scientifique, appuyé entre autres par une méta-analyse sur un million et demi de dossiers médicaux, conclut à l'absence de preuve d'un rôle quelconque de la vaccination dans l'autisme. Trois hypothèses ont incriminé les vaccins. La première, énoncée par Andrew Wakefield, convaincu de fraude au Royaume-Uni, met en cause le vaccin contre la rougeole, la rubéole et les oreillons (vaccin ROR), qui endommagerait les intestins et provoquerait le passage de neurotoxines dans le sang. La deuxième implique l'adjuvant thiomersal, toxique à hautes doses pour le système nerveux central, qui provoquerait des troubles neuro-développementaux. Enfin, l'injection combinée de plusieurs vaccins a été suspectée d'affaiblir le système immunitaire et, par là, de causer l'autisme.
Une implication génétique est démontrée dans les causes de l'autisme. Partageant une peur de la vaccination, les citoyens britanniques se sont surtout mobilisés contre le ROR, alors que les citoyens américains se sont opposés à la présence de l'adjuvant thiomersal. Ces deux courants de pensée se rejoignent au début des années 2000 pour former un vaste mouvement anti-vaccins international, organisé de manière à diffuser et soutenir la thèse d'une relation entre vaccins et autisme. Cette croyance, alimentée par des articles de presse sensationnalistes, la théorie du complot de Big Pharma, et des documentaires conspirationnistes tels que Vaxxed, est partagée par un quart des parents américains en 2016. La croyance en ce lien vaccins-autisme est devenue commune aussi bien en Europe que dans le Maghreb et en Chine.
La controverse a pris une dimension judiciaire, des milliers de familles américaines ayant porté plainte contre des fabricants de vaccins via le recours collectif Omnibus Autism Proceeding. Les plaintes américaines ont été déboutées en 2009. Des actions de même type ont lieu en Europe. Ce mouvement anti-vaccins implique quelques chercheurs, médecins ou anciens médecins généralement non spécialistes de l'autisme et de la vaccination, tels que Henri Joyeux, des personnalités politiques telles que Donald Trump, et des célébrités médiatiques, dont l'une des plus actives est l'actrice américaine Jenny McCarthy. La croyance en un lien vaccins-autisme pose un problème de santé publique en raison de la baisse de la couverture vaccinale, et du retour d'épidémies de rougeole dans des pays occidentaux.

## Contexte

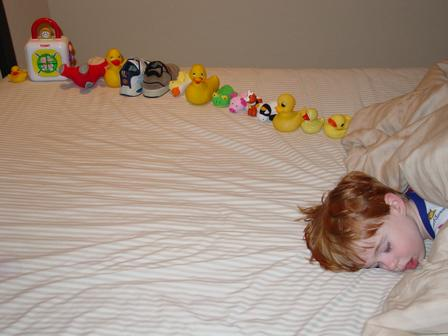
Jeune enfant autiste ayant un comportement stéréotypé (ici, l'alignement d'objets par ordre de taille).

Cette polémique s'inscrit dans le contexte plus large d'une controverse sur la vaccination, partiellement due au fait qu'avec la fin des grandes épidémies, en particulier celles touchant les enfants (variole, diphtérie, poliomyélite…), la population occidentale actuelle n'est plus directement confrontée aux raisons d'être de la vaccination,. Les effets secondaires demeurant incompressibles, la sensibilité au risque individuel d'une vaccination a beaucoup augmenté, et il existe une hostilité croissante à l'idée d'accepter un risque individuel pour un bien collectif de santé publique,.
La vaccination se présente aussi comme un lien social, mettant en jeu la relation de confiance, la solidarité ou la contrainte, l'égalité et la justice. Les années 1980 et 1990, aux États-Unis et en Grande-Bretagne, sont marquées par des débats de santé, tels que ceux relatifs aux effets secondaires allégués du vaccin DPT ou Diphteria-Pertussis (coqueluche)-Tetanus (à ne pas confondre avec le DTP français Diphtérie-Tétanos-Polio), ou en Grande-Bretagne la crise de la vache folle. Autant d'affaires qui entraînent une perte de confiance envers les autorités sanitaires,.
D'autre part, durant la même période, l'autisme fait l'objet de nouvelles définitions et discussions internationales, avec des critères diagnostiques plus larges et une meilleure détection, plus précoce. Ces évolutions conduisent à une augmentation des diagnostics de l'autisme, perçue à tort comme « épidémique »,. Les problèmes d'accompagnement médico-social associés génèrent du désespoir et de la frustration chez un certain nombre de parents d'enfants autistes. Comme le souligne Seth Mnookin, « un malheur, quel qu'il soit, devient un peu moins insupportable lorsque l'on croit déceler sa cause […] il est donc bien compréhensible que les parents, et leurs associations, soient attirés par toute théorie reliant l'autisme de leur enfant à un événement extérieur […] ». Une forte implication génétique a été démontrée dans les causes de l'autisme ; l'existence de ces gènes liés à l'autisme, remontant probablement à la Préhistoire, a par ailleurs joué un rôle positif dans l'évolution humaine,. Les causes exactes de l'autisme restent cependant inconnues, laissant la place à de nombreuses hypothèses et spéculations théoriques. Lorsque la cause d'un trouble est inconnue, des suspicions ou accusations visent souvent les vaccins, la pollution environnementale, ou encore l'alimentation. D'après Steve Silberman, l'assimilation de l'autisme à une « anomalie » polarise les débats sociétaux vers la recherche de causes et facteurs de risque, dont les vaccins, à l'inverse des positions prises par les militants du mouvement pour les droits des personnes autistes, et oriente l'utilisation des fonds publics et privés vers l'élimination des causes de l'autisme, plutôt que l'amélioration de la qualité de vie des personnes autistes.
La controverse vaccination-autisme apparaît ainsi dans le contexte d'une détection plus fréquente et plus précoce de troubles du spectre de l'autisme (TSA) chez des enfants de plus en plus vaccinés. Du point de vue médico-scientifique, cela pose le problème de l'existence ou non d'une association, et si cette association existe, de l'existence ou non d'une causalité (études épidémiologiques et statistiques), et de leur communication (éducation scientifique),. Du point de vue de la psychologie sociale, il faut aussi tenir compte des valeurs qui sont en jeu (demande de reconnaissance, compassion, respect, etc.). La psychologue et neuroscientifique britannique Uta Frith cite trois facteurs qui conduisent à soupçonner les vaccins : le fait que certaines lésions cérébrales graves mais rares aient été par le passé reliées aux vaccins ; le fait que les premiers signes d'autisme soient généralement repérés par les parents vers l'âge de deux ans (ce qui correspond également à un âge classique de vaccinations) ; enfin, les observations effectives d'autisme régressif, caractérisées par le fait qu'un enfant perde des compétences précédemment acquises (classiquement, la parole).
La dimension sociologique de cette controverse est particulièrement importante, car celle-ci a pris de l'ampleur en raison de la perte de la confiance d'une partie de la population occidentale envers la communauté scientifique, et l'industrie pharmaceutique en particulier. Il peut s'agir de simples doutes et interrogations, jusqu'à l'invocation de la théorie du complot de Big Pharma, pour expliquer que les décisions judiciaires prononcées et les publications d'études scientifiques n'auraient d'autre but que de permettre aux compagnies pharmaceutiques fabricantes de vaccins de continuer à réaliser des profits économiques, au détriment de la santé publique.

## Déroulement des faits
La controverse porte d'une part sur le rôle joué par le vaccin contre la rougeole, la rubéole et les oreillons (dit vaccin ROR, RRO ou MMR), et d'autre part sur celui d'un agent conservateur à base de mercure, le thiomersal, dans le déclenchement de l'autisme. Enfin, des parents et des politiques ont émis des doutes sur l'effet de l'injection combinée de plusieurs vaccins sur le système immunitaire des jeunes enfants. À l'origine, la controverse ROR provient du Royaume-Uni, et mobilise les citoyens de ce pays. Les citoyens américains se sont davantage mobilisés contre la présence du thiomersal, controverse qui a démarré aux États-Unis. Au début des années 2000, ces deux courants se rejoignent pour former un mouvement anti-vaccins international. La vaste diffusion d'informations relatives à un lien éventuel entre vaccins et autisme convainc, à cette époque, un grand nombre de parents, de journalistes, et même certains scientifiques, que cette relation puisse être fondée.
Des études épidémiologiques ont été menées pour répondre aux questionnements, à partir des données médicales de millions d'enfants au Canada, aux États-Unis, au Danemark et en Angleterre. En 2014, une méta-analyse menée à l'université de Sydney, en Australie, croise les données médicales de 5 cohortes comptant au total 1,5 million d'enfants. Cette étude est la première à prendre en compte un aussi grand nombre de dossiers médicaux. Publiée dans la revue Vaccine, elle examine les données relatives au thiomersal, au ROR et au mercure. « Les résultats de cette méta-analyse suggèrent que les vaccinations ne sont pas associées au développement de l'autisme ou du trouble du spectre de l'autisme ».

### ROR et autisme

#### Fraude d'Andrew Wakefield
Andrew Wakefield, chercheur britannique, publie en 1998 avec son équipe une étude sur divers troubles du développement de l'enfant, dans la prestigieuse revue The Lancet. L'étude porte sur 12 enfants et n'a pas de groupe de contrôle. Il accuse le ROR de déclencher l'« entérocolite autistique » (autistic enterocolitis), terme qu'il a inventé pour décrire une forme de maladie inflammatoire des intestins. Il estime que l'administration du vaccin serait particulièrement impliquée dans les cas d'autisme régressif. D'après son hypothèse, la souche vaccinale contenue dans le ROR provoque des troubles digestifs qui entraînent le passage de neurotoxines dans le sang. Il préconise alors de remplacer l'injection du ROR par trois injections séparées ; les vaccins séparés n'existant pas sur le marché, il recommande par la suite de ne pas faire vacciner.
Les résultats de l'étude de Wakefield sont diffusés aux États-Unis grâce à internet, et relayés sur place par l'homme politique Dan Burton, particulièrement durant l'année 2000. La controverse est amplifiée par des chiffres d'épidémiologie de l'autisme diffusés à la même époque. Wakefield déclare durant une interview diffusée le 12 décembre 2000 qu'il refuserait de faire vacciner ses enfants avec un vaccin trivalent ; cette déclaration est reprise par différentes agences de presse, conduisant le ministère de la santé du Japon à suspendre ses recommandations vaccinales, et 100 000 Américains à refuser de faire vacciner leurs enfants avec le ROR. En 2001, la plupart des débats sur l'autisme ayant cours aux États-Unis sont centrés sur l'étude de Wakefield. Cette étude devient l'une des publications scientifiques médicales les plus lues et commentées de tous les temps.
Quatre ans après cette publication princeps, les résultats d'autres chercheurs ne confirment ni ne parviennent à reproduire ceux de Wakefield. En 2004, l'existence de l'« entérocolite autistique » n'est toujours pas prouvée,. Le journaliste d'investigation britannique Brian Deer enquête à propos d'Andrew Wakefield, et contacte le rédacteur en chef de The Lancet en 2004, pour démontrer un conflit d'intérêts. Après cette première révélation de fraude, dix des douze coauteurs de l'étude de 1998 se rétractent dans The Lancet du 6 mars 2004. Le General Medical Council (GMC) britannique démontre avec l'aide de Brian Deer que Wakefield a sciemment commis des fautes professionnelles graves dans le but de tirer profit des résultats de son étude.
En février 2010, The Lancet rétracte complètement la publication de l'étude de 1998 sur la base des résultats de l'enquête du GMC, notant que des éléments du manuscrit sont falsifiés. Wakefield est radié du registre médical en mai 2010, et n'est plus autorisé à exercer la médecine au Royaume-Uni. Il a été rémunéré en 1996 par un avocat en prévision d'un procès en recours collectif que ce dernier envisageait de mener contre un laboratoire fabriquant des vaccins ROR, en s'appuyant sur une campagne de propagande anti-vaccins.
En janvier 2011, le British Medical Journal qualifie cette étude de « fraude élaborée ». En octobre 2011, le chercheur Dennis K. Klaherty décrit l'étude d'Andrew Wakefield comme étant « peut-être la fraude scientifique la plus dommageable de ces 100 dernières années ». L'historien et docteur en biologie Nicolas Chevassus-au-Louis cite cette affaire, peu connue en France, comme « l'exemple le plus dramatique des dangers de la fraude pour la santé publique ».

##### Travaux d'Arthur Krigsman
Le Dr Arthur Krigsman, gastro-entérologue au Lenox Hill Hospital à New York, reprend l'hypothèse d'Andrew Wakefield pendant des conférences données aux États-Unis, et devient « un important témoin pour le mouvement anti-vaccins ». Il conduit une étude en 2002 sur les intestins de 40 enfants autistes, et déclare y avoir observé des inflammations. Il déclare que ses recherches sont « indépendantes » de celles de Wakefield, mais est rémunéré par le même avocat que ce dernier et emploie la même méthodologie que lui, arrivant aux mêmes conclusions.
Les conditions de son étude sont critiquées et sanctionnées par l'hôpital où il travaille alors. Ses résultats, souvent évoqués dans la presse généraliste, en particulier dans le quotidien britannique Daily Mail, n'ont jamais fait l'objet d'une publication dans une revue reconnue par la communauté scientifique. En 2004, grâce à une donation, il s'associe à Wakefield pour monter une clinique privée et donner des conférences anti-vaccins.

##### Déclarations et publications de William W. Thompson et Brian Hooker

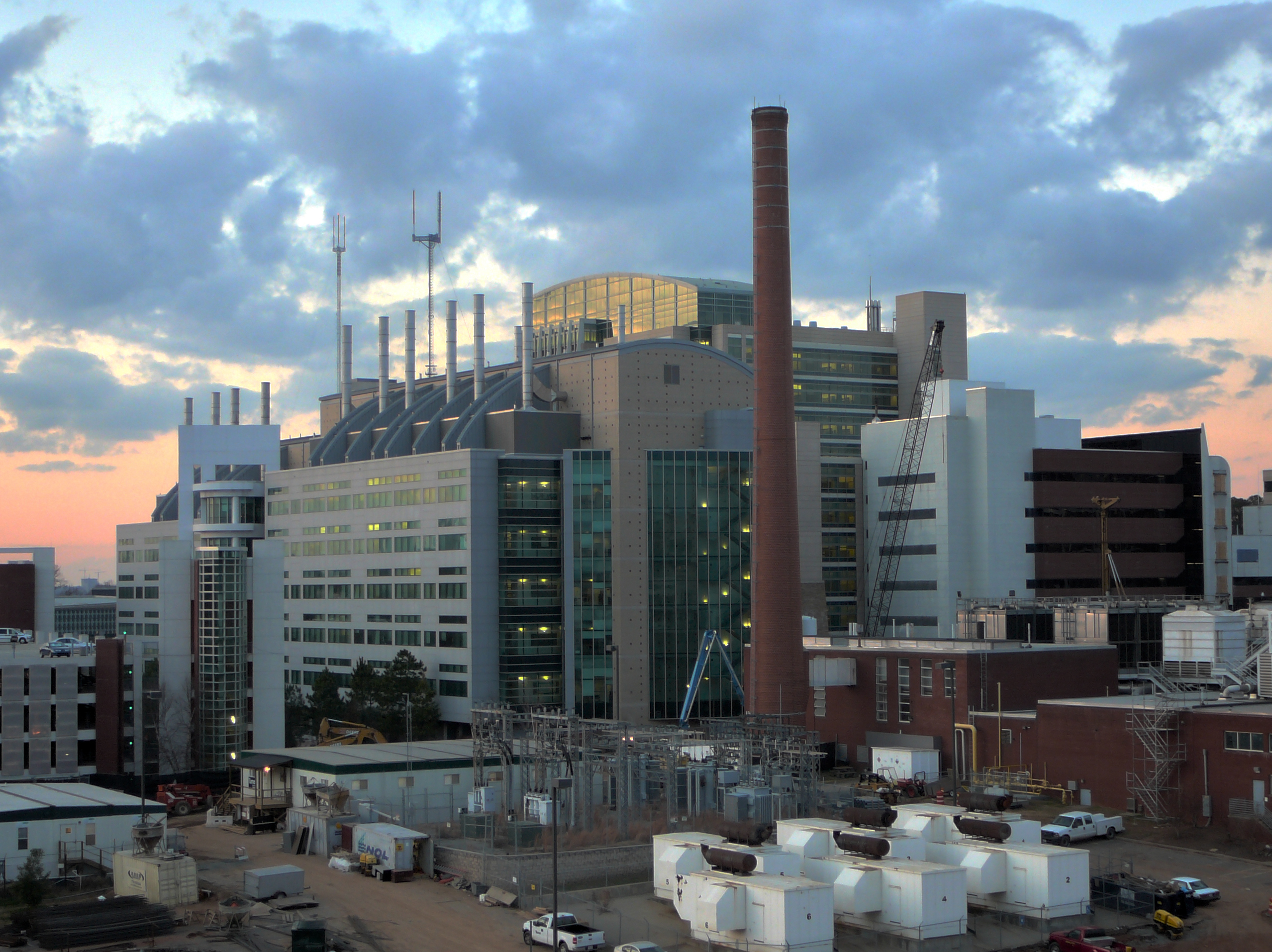
Quartier général des CDC aux États-Unis, dans le comté de DeKalb, près de l'Université Emory.

Le chercheur américain Brian Hooker publie le 8 août 2014 une étude corrective d'une autre publiée en 2004, qui avait conclu à l'absence de lien ROR-autisme, dans la revue Pediatrics. Cette publication effectuée dans la revue Translational Neurodegeneration se base sur les mêmes données que celle de 2004, avec un traitement différent. Le 27 août 2014, William W. Thompson, un médecin retraité des Centres pour le contrôle et la prévention des maladies (CDC) américains, considéré comme un lanceur d'alerte, publie une déclaration officielle selon laquelle les CDC ont caché et falsifié des données prouvant un lien entre ROR et autisme dans le cadre de l'étude de 2004, tout particulièrement chez les garçons afro-américains. Il s'agit d'un désaccord portant sur la façon dont ses collègues ont traité ces données. Considérant que cela remet l'étude de 2004 en question, de nombreuses personnes signent une pétition afin qu'elle soit rétractée. Des articles conspirationnistes paraissent.
William W. Thompson est préalablement entré en contact avec les militants anti-vaccins Andrew Wakefield et Brian Hooker. L'étude de Hooker est rétractée le 3 octobre 2014 par la revue Translational Neurodegeneration, en raison de l'absence de déclaration de ce conflit d'intérêts avec le mouvement anti-vaccins, et surtout d'une relecture post-publication par les pairs contestant la méthode de traitement des données utilisée par Hooker,. William W. Thompson prend par la suite ses distances avec le mouvement anti-vaccins.

#### Vaxxed

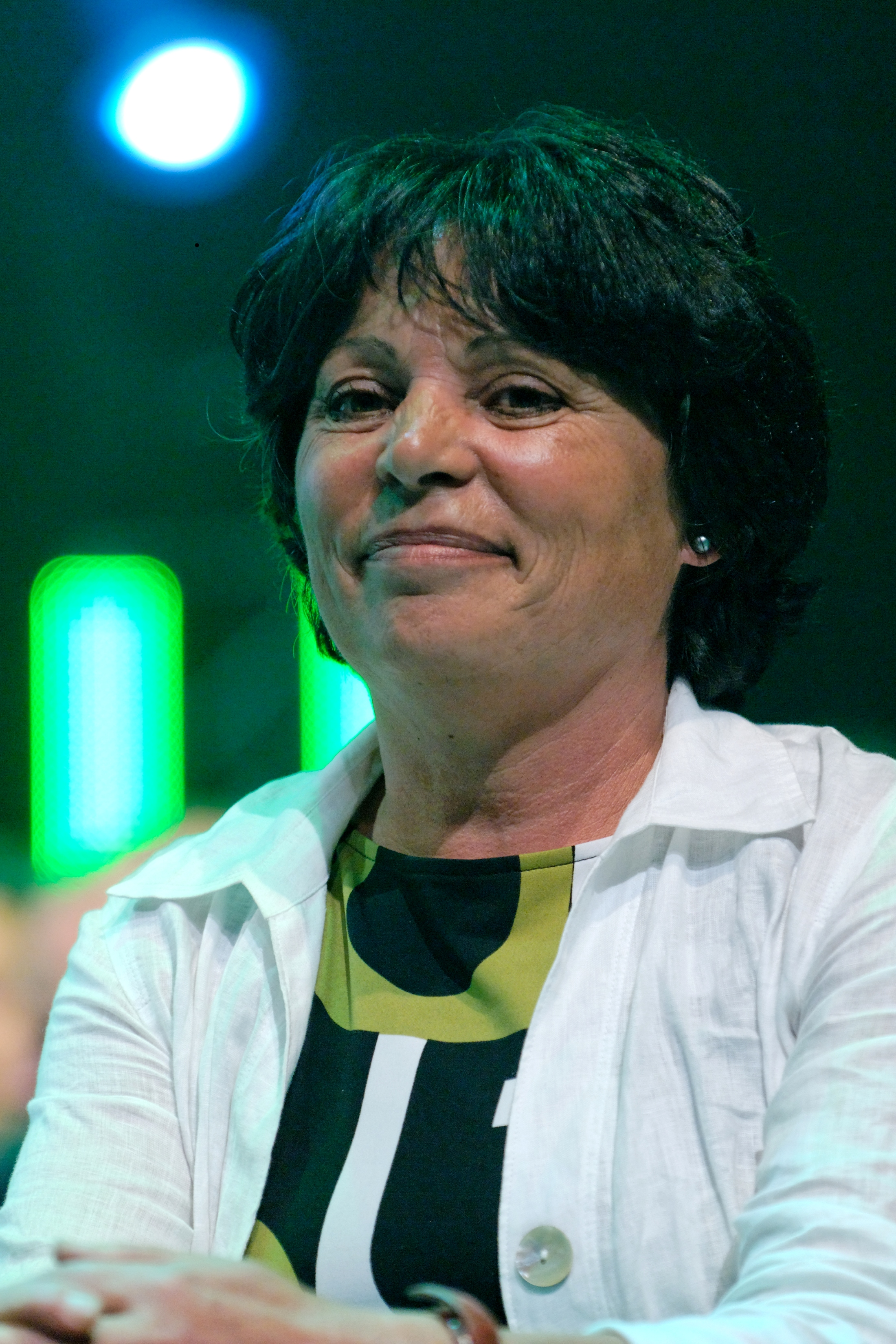
L'eurodéputée française Michèle Rivasi, bien qu'elle se défende d'être anti-vaccins, a projeté d'organiser une projection de Vaxxed au Parlement européen.

Wakefield participe à la réalisation du documentaire conspirationniste Vaxxed [« Vacciné »], sorti en 2016, et qui reprend la déclaration originelle de William W. Thompson faite en 2014. Ce film défend la théorie de la responsabilité des vaccins dans l'autisme, et soutient notamment que les CDC américains tentent de le cacher aux populations.
Il est supprimé de la programmation du Festival du film de Tribeca en 2016 en raison de protestations, entre autres, de la communauté scientifique,.
Vaxxed devait être diffusé au parlement européen en février 2017, projection organisée par la députée française Michèle Rivasi (qui se défend néanmoins d'être anti-vaccins) et en présence d'Andrew Wakefield, mais les protestations des députés écologistes britanniques ont là aussi conduit à l'annulation de cette projection,.
Il a été discrètement projeté en marge du festival de Cannes 2017, et connaît une large diffusion aux États-Unis, en Europe et en Chine.

#### Réponses scientifiques

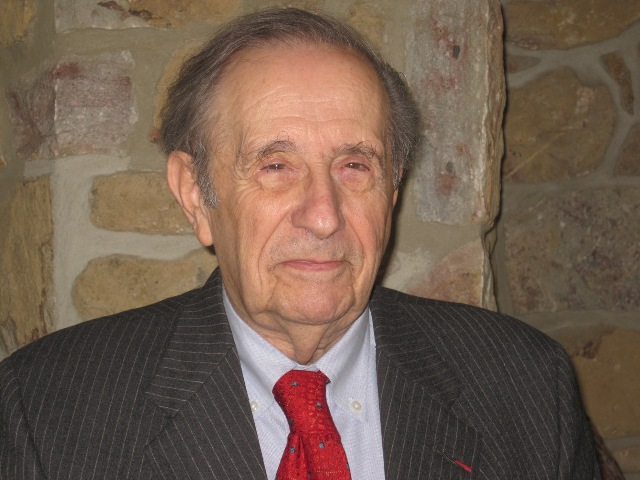
Le virologue Stanley Plotkin, découvreur du vaccin contre la rubéole.

Il n'existe aucune donnée scientifique à l'appui d'un lien entre vaccin ROR et autisme,,. Ce lien éventuel n'a pu être confirmé ni sur le plan virologique (persistance d'un virus rougeoleux sauvage ou vaccinal dans l'organisme) ni sur le plan épidémiologique (association ROR-autisme), selon de nombreuses études (au moins 13, d'après la recension du Dr Stanley Plotkin et al. publiée en 2009) réalisées aux États-Unis, au Royaume-Uni, en Finlande et au Danemark,. Aussi, l'hypothèse ROR-autisme est rejetée par la communauté scientifique et l'ensemble des institutions officielles.
Cela inclut, entre autres, l'Organisation mondiale de la santé (OMS), qui a pris position en 2003, mais aussi les Centres pour le contrôle et la prévention des maladies (CDC), l'Académie nationale des sciences des États-Unis, l'Académie nationale de médecine des États-Unis, l'Académie américaine de pédiatrie et la Collaboration Cochrane, entre autres. Le National Health Service du Royaume-Uni, et la Société canadienne de pédiatrie ont pris la même position. En France, la Haute Autorité de santé et le Ministère des Affaires sociales et de la Santé ont conclu que « l’ensemble des études épidémiologiques réalisées n’apporte pas de preuves d’une implication de la vaccination combinée rougeole-oreillons-rubéole dans la survenue de TED ». Au Japon, malgré la suspension de l'obligation vaccinale avec le ROR dès 1993, le nombre de diagnostics d'autisme a continué d'augmenter.
En 2015, une étude rétrospective publiée à partir du suivi d'une cohorte de 95 000 enfants américains vaccinés sur plus de 5 ans, dont certains ont des frères et des sœurs autistes, arrive aux mêmes conclusions : « Parmi ce large échantillon d'enfants assurés en privé avec des frères et sœurs plus âgés, la réception du vaccin ROR n'a pas été associée à un taux accru de TSA, indépendamment du fait que les frères et sœurs plus âgés avaient des troubles du spectre de l'autisme. Ces résultats n'indiquent aucune association nuisible entre la réception du vaccin ROR et les TSA, même chez les enfants déjà à risque ».
Des chercheurs ayant participé ou non à ces études se sont exprimés contre l'allégation d'un lien ROR-autisme à titre individuel, notamment le psychiatre et chercheur franco-canadien, spécialiste de l'autisme, Pr Laurent Mottron, la psychiatre et neurologue britannique, également spécialiste de l'autisme, Dr Uta Frith, l'épidémiologiste de l'autisme et directeur du département de psychiatrie à l'Hôpital pour enfants de Montréal Dr Éric Fombonne, et le biologiste moléculaire français Dr Bertrand Jordan. Le Dr Stanley Plotkin, virologue découvreur du vaccin contre la rubéole, a co-signé l'article intitulé Vaccines and autism: a tale of shifting hypotheses, avec Jeffrey S. Gerber et Paul A. Offit.
En 2019, une étude de cohorte nationale réalisée au Danemark sur 637 000 enfants nés entre 1999 et 2010 ne montre pas de différences de taux d'autisme entre enfants vaccinés et non vaccinés par le ROR.

### Thiomersal et autisme

Molécule de thiomersal.

#### Origines de la controverse
Le mercure environnemental (naturel ou libéré par l'activité humaine), sous l'action de certaines bactéries, se transforme en produit organique, le méthylmercure qui peut entrer dans la chaîne alimentaire, où il s'accumule. À hautes doses, c'est un produit neurotoxique et fœtotoxique pour l'être humain et les animaux. Le thiomersal est un dérivé de l'éthylmercure, utilisé depuis les années 1930 comme agent conservateur (antimicrobien) dans les vaccins inactivés, notamment dans les vaccins en présentation multidoses (flacon de 10 ou 50 doses, destiné à être ouvert et fractionné sur place pour vacciner des individus, donc avec un risque de contamination extérieure).
La controverse démarre à l'occasion du FDA Modernization Act de 1997, projet de loi visant à moderniser la FDA américaine (Agence des produits alimentaires et médicamenteux). Un membre du Congrès américain, Frank Pallone, dépose un amendement sur un recensement nécessaire des produits de santé qui contiennent du mercure, le 21 novembre 1997,. Il s'avère que, selon le calendrier vaccinal américain, les nourrissons pouvaient recevoir jusqu'à 187 μg d'éthylmercure, niveau acceptable pour la FDA mais dépassant les normes pour l'EPA américaine (agence chargée de la protection de l'environnement). La controverse porte alors sur l'absence ou l'insuffisance des études de sécurité sur l'éthylmercure (thiomersal), et la question de savoir s'il faut appliquer à ce dernier les normes du méthylmercure (mercure environnemental).
Le 7 juillet 1999, l'Académie américaine de pédiatrie et le service de santé publique des États-Unis demandent le retrait du thiomersal des vaccins en raison du mercure qu'il contient, en vertu du principe de précaution, mais aussi, d'après Seth Mnookin, en raison de la panique provoquée par la diffusion de l'hypothèse de Wakefield à la même époque. En juin 2000, la conférence de Simpsonwood est tenue en Géorgie pour présenter des données à partir de la Vaccine Safety Datalink, et examiner la possibilité d'un lien entre le thiomersal et les problèmes neurologiques chez les enfants qui ont reçu ces vaccins.

#### Réaction sociétale
Le 3 juillet 2000, deux mères d'enfants autistes américaines, Sally Bernard et Lyn Redwood, co-publient un article dans la revue médicale confidentielle Medical Hypotheses, lançant l'hypothèse d'un lien entre l'autisme et l'exposition au thiomersal. S'étant documentées au préalable sur le mercure, elles notent une similitude entre les symptômes de l'empoisonnement au mercure et ceux de l'autisme, et en concluent que « le thiomersal contenu dans les vaccins pourrait être la cause de l'autisme »,. Cette publication est reprise sans recul ni regard critique par un journaliste du New York Times le 10 novembre 2002, menant à une médiatisation nationale aux États-Unis.
Des parents discutent de cette hypothèse sur internet, et reçoivent le soutien de praticiens de médecine non conventionnelle. Dans les années qui suivent, Mark et David Geier publient de nombreux articles qui font état d'une relation entre le mercure et l'autisme, et proposent des traitements par chélation. Ce type de traitement, dangereux pour la personne, devient populaire aux États-Unis en tant qu'alternative de soin de l'autisme pour « détoxifier le corps », malgré l'absence d'une quelconque démonstration d'efficacité. Quelques chercheurs rejoignent alors le mouvement anti-vaccins. Dans le même temps, des mères d'enfants autistes (principalement) s'organisent dans l'association Safe Minds (« Esprits sains ») pour demander réparation vis-à-vis des vaccins qu’elles estiment être responsables de la condition de leurs enfants.

#### Réponses scientifiques
En mai 2001 parait une revue de la littérature sur le sujet par Leslie et Robert Ball dans Pediatrics, qui conclut qu'il n'existe « aucune preuve de dommages causés par des doses de thiomersal dans les vaccins, à l'exception des réactions locales d'hypersensibilité »,.
La même année, la vaccination dès la naissance (nouveau-nés à haut risque) contre l'hépatite B est suspendue. Le thiomersal des vaccins américains est progressivement retiré. Il s'agit des vaccins diphtérie-tétanos-coqueluche, hépatite B, et Hib. Le vaccin ROR n'est pas concerné, car il s'agit d'un vaccin vivant qui ne contient pas et n'a jamais contenu de thiomersal. Toujours en 2001, la National Academy of Medicine (alors IOM, Institute of Medicine) conclut qu'elle ne peut accepter ou rejeter, au vu des données disponibles, un lien causal entre le thiomersal vaccinal et l'autisme ou autres troubles neurologiques. Le Dr Stanley Plotkin s'oppose au retrait du thiomersal des vaccins pour manque de preuves.
Dans les trois ans qui suivent, des études épidémiologiques sont menées aux États-Unis, au Danemark, en Suède, et au Royaume-Uni. Cinq grandes études comparent la fréquence de l'autisme chez des enfants vaccinés par des vaccins avec ou sans thiomersal : l'incidence de l'autisme est la même dans tous les groupes. Entre autres, le Danemark, qui n'utilise plus le thiomersal depuis 1991, est un pays où l'incidence de l'autisme continue d'augmenter. En 2004, au vu de ces nouvelles études, la National Academy of Medicine conclut que ces données favorisent le rejet d'un lien causal entre thiomersal et autisme, et que de nouvelles études sur ce sujet ne sont plus nécessaires. La même année, l'Agence européenne des médicaments adopte la même position, tout en estimant qu'il faut favoriser les vaccins sans ou avec le moins possible de thiomersal. En 2005, l'OMS, par le biais de son Comité consultatif mondial pour la sécurité vaccinale, affirme que « le thiomersal reste nécessaire pour les vaccins en présentation multidoses », et au vu de la controverse qui se poursuit, réaffirme en 2012 qu'il n'est pas nécessaire d'effectuer des études supplémentaires sur l'innocuité du thiomersal vaccinal. Aucun lien entre thiomersal et autisme n'a été trouvé,,,, une étude canadienne ayant même déterminé un taux d'autisme plus bas chez les enfants vaccinés avec du thiomersal que chez les non-vaccinés au thiomersal. Par ailleurs, Éric Fombonne note en 2008 que le thiomersal a disparu des vaccins depuis 2001, mais que la prévalence de l'autisme est toujours la même chez les enfants vaccinés sans thiomersal.

#### Relance de la controverse

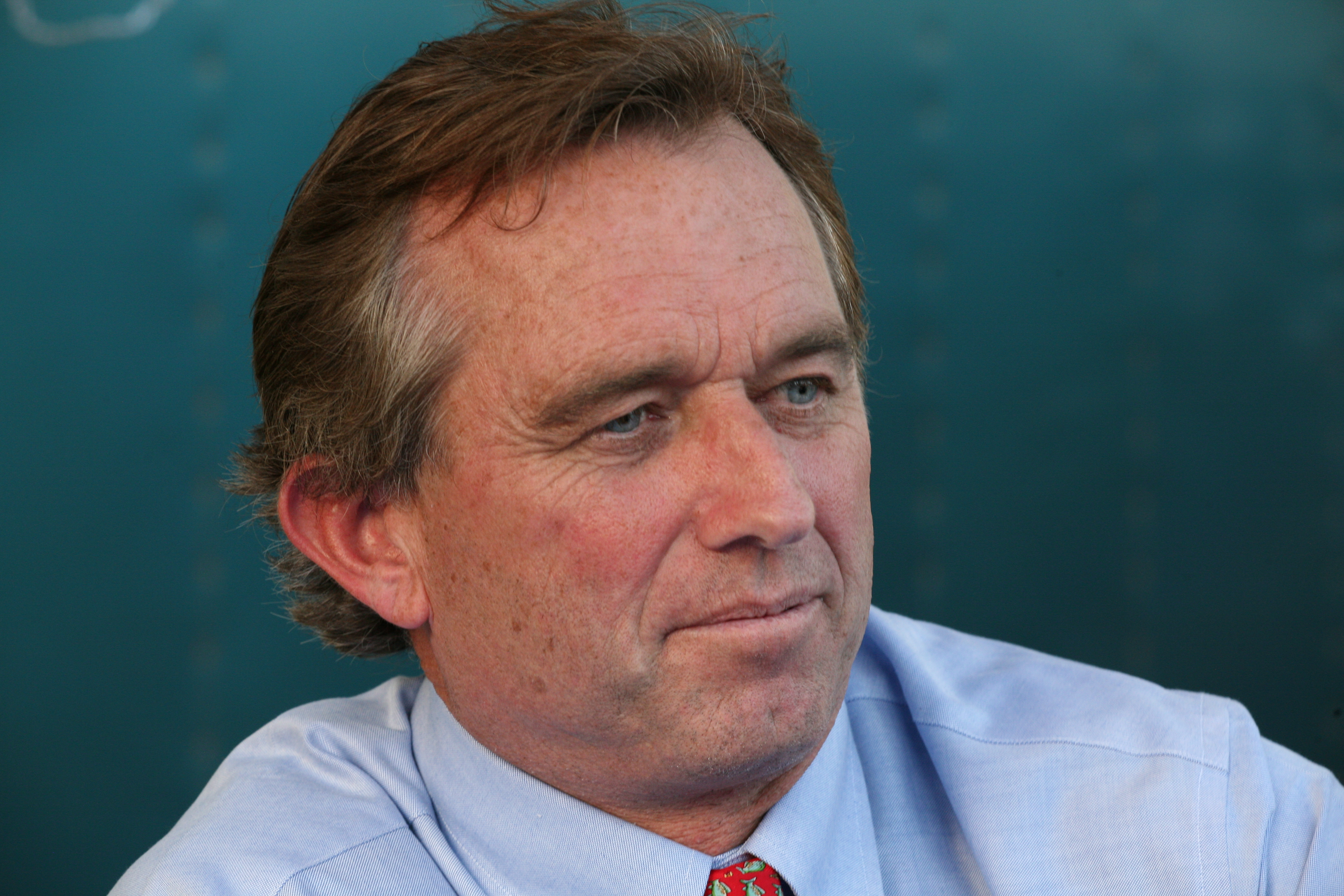
Robert Francis Kennedy Jr., homme politique et militant américain anti-vaccins, ici en 2007.

La controverse est relancée à partir d'un article de 2005, écrit par l'influent homme politique américain Robert Francis Kennedy Jr., et publié par Rolling Stone et Salon.com. Il porte sur la conférence de Simpsonwood, dans le cadre d'un complot visant à retenir ou à falsifier les données concernant les vaccins. Cependant, l'article de Kennedy contient de nombreuses erreurs factuelles et, après un certain nombre de corrections, a finalement été retiré par Salon.com. La même année, le journaliste d'investigation du New York Times David Kirby publie Evidence of Harm : Mercury in Vaccines and the Autism Epidemic: A Medical Controversy (en français : Preuve de dommages : Le mercure dans les vaccins et l'épidémie d'autisme : une controverse médicale), ouvrage qui reprend en grande partie les arguments de Kennedy, et devient rapidement un best-seller, réédité deux fois, avec un projet de film,. La controverse prend une grande ampleur, de nombreux parents défilant devant la Maison-Blanche pour demander réparation vis-à-vis de l'autisme de leurs enfants. En 2010, Dan Olmsted publie avec Mark Blaxill l'ouvrage The Age of Autism (en français : L'Âge de l'autisme), qui soutient qu'une épidémie d'autisme due aux vaccins serait en cours.

## Dimension judiciaire
Dès que la théorie de Wakefield se fait connaître, des parents d'enfants autistes s'organisent afin d'obtenir réparation contre le préjudice qu'ils estiment subir à cause de la vaccination de leur enfant. Au Royaume-Uni, plusieurs parents ont pris des conseils juridiques dans ce but.

### Aux États-Unis

#### Système d'indemnisation

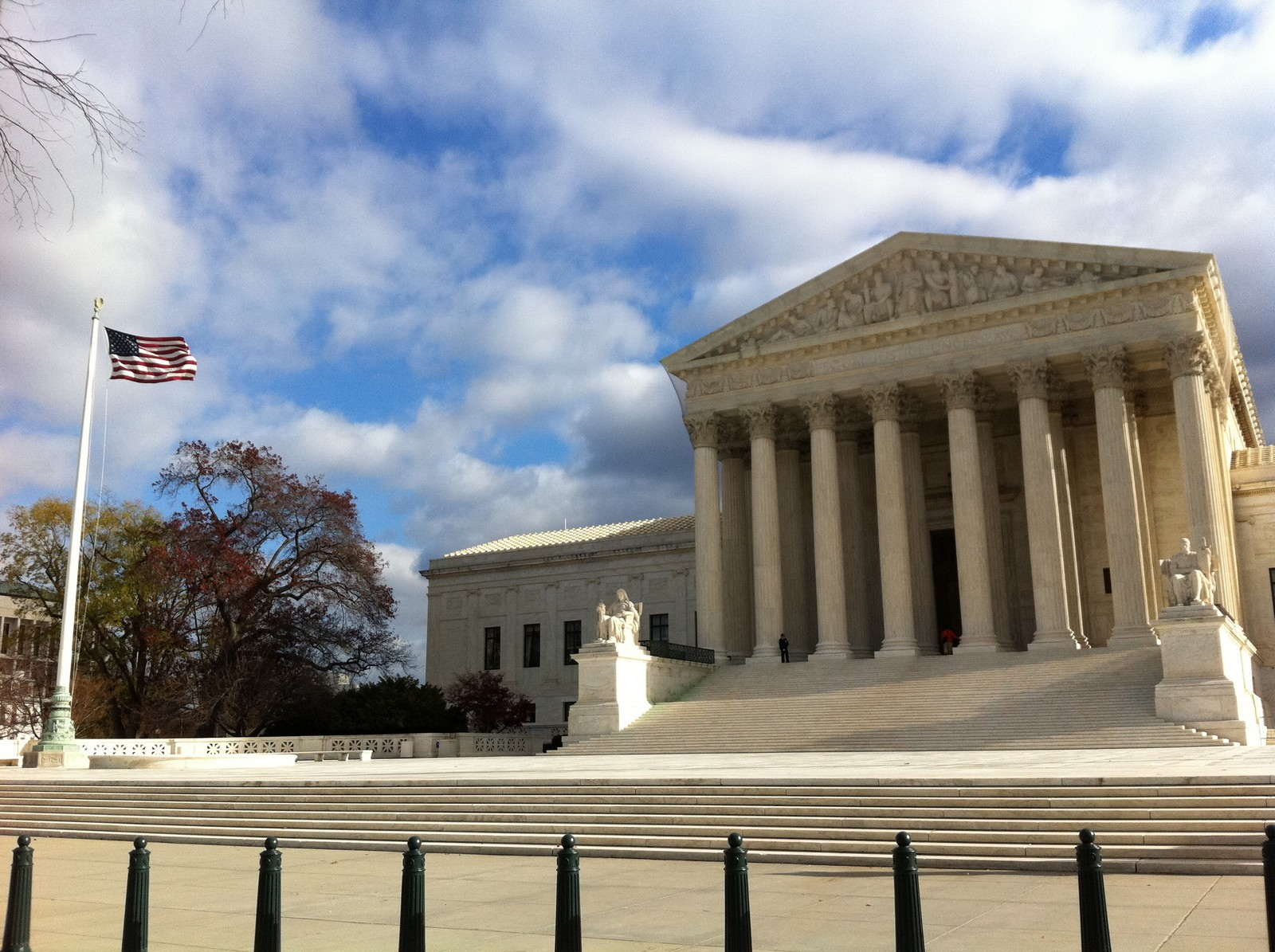
Le bâtiment de la Cour suprême des États-Unis.

Depuis 1988, les États-Unis sont dotés d'un système fédéral d'indemnisation des accidents vaccinaux, le Vaccine Injury Compensation Program (VICP) doté d'un fonds de l'ordre de 2 milliards de dollars, alimenté par une taxe de 75 cents par vaccination.
Pour obtenir une indemnisation, les plaignants n'ont pas besoin de prouver que l'accident est dû à la vaccination, ni même d'apporter des éléments allant « au-delà d'un doute raisonnable »,. Il suffit d'indiquer une causalité plausible « plus probable que le contraire »,,. D'autre part, l'accident peut être médicalement reconnu et correspondre à une liste préétablie d'effets secondaires par vaccin (type et période de survenue). Celle-ci est périodiquement révisée selon l'état de la science. L'autisme ne se trouve sur aucune liste de ces effets secondaires.
Le VICP juge de la recevabilité de la demande, et des experts (Special Masters) décident alors du cas et proposent une indemnisation qui, si elle est acceptée, vaut renoncement à toute action ultérieure. En cas de rejet (pas d'indemnisation), les plaignants peuvent soit attaquer le fabricant de vaccins (mais l'exigence de niveau de preuve est plus élevée), soit utiliser deux niveaux d'appels jusqu'à la Cour Suprême,.
De 1988 à 2000, ce programme traite entre moins de 200 à près de 400 plaintes par an, dont aucune pour autisme. À partir de 2001, les plaintes pour autisme explosent : de 800 en 2002, à 2 400 en 2004 et jusqu'à 5 600 cas cumulés en 2007. Ces plaignants mettent en cause, selon les cas, le thiomersal, le ROR ou les deux ensemble (excès de vaccins).
Pour faire face à cette situation, une procédure accélérée est mise en place : l'Omnibus Autism Proceeding,. L'ensemble des plaignants, leurs avocats et experts, choisissent le cas représentatif le plus exemplaire (documentation et niveau de preuve) pour chaque causalité alléguée, soit trois cas. Le jugement de chacun de ces trois cas, devant un Office of Special Masters, vaudra pour l'ensemble des plaignants alléguant la même causalité, d'où le terme d'Omnibus.

#### Plaintes et résultats des jugements
En plus de l′Omnibus Autism Proceeding qui concerne la majorité des plaintes, d'autres types d'actions de groupe de parents (d'enfants autistes ou non) visent des fabricants de vaccins (au motif que le thiomersal ne fait pas partie de la définition légale d'un vaccin) ou les fabricants du thiomersal (au motif qu'ils ne sont pas des fabricants de vaccins),, ou encore, demandent une surveillance médicale de leurs enfants pour guetter l'apparition de l'autisme, du seul fait d'avoir été vaccinés.
L’Office of Special Masters (de la) Court of Federal Claims aux États-Unis (aussi appelée « vaccine court ») a octroyé des dommages et intérêts à une poignée de familles qui ont porté plainte pour autisme. Le cas le plus médiatique est celui de Hannah Poling, qui d'après le jugement rendu par la Cour en 2008, a montré des symptômes d'autisme régressif trois mois après sa vaccination. D'après l'analyse de Paul A. Offit, il s'agit de troubles neurologiques liés à une encéphalopathie causée par une maladie mitochondriale, maladie génétique susceptible de se révéler ou de s'aggraver lors d'infections ou de stress, et non d'autisme en tant que tel. La Cour a jugé que le vaccin a pu jouer un rôle déclenchant. Le gouvernement américain n'émet aucune déclaration indiquant que les vaccins sont une cause d'autisme,. Le Time commente en ces termes : « Il est indéniable que la décision de la cour d'accorder des compensations à la famille Poling fait une fissure — un point d'interrogation — dans ce qui a été une défense tous azimuts de l'innocuité des vaccins au regard de l'autisme. Si Hannah Poling avait une condition préexistante qui l'a rendue vulnérable à une atteinte par vaccin, il est évident que d'autres enfants pourraient avoir de telles vulnérabilités »,.
Le 12 février 2009, le Vaccine Injury Compensation Program (VICP) et l′Office of Special Masters américain rendent leur décision pour l'Omnibus Autism Proceeding, largement commentée dans la presse internationale, : dans un document de 700 pages examinant l'ensemble des données scientifiques et informations fournies par l'ensemble des parties, elle conclut que les plaignants « n'ont pas démontré un lien entre ces vaccins et l'autisme ». En juillet et août 2009, puis août 2010, l'instance d'appel, l′United States Court of Appeals for the Federal Circuit, confirme l'absence de lien entre vaccins et autisme dans les 3 cas incriminés, représentant les trois théories alléguées (ROR seul, thiomersal seul, ROR et thiomersal ensemble).

#### Expertises judiciaires

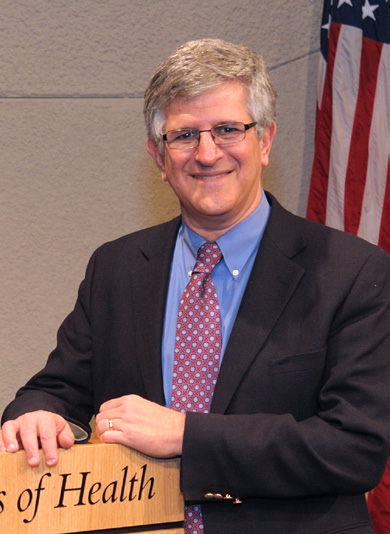
Le pédiatre américain Paul A. Offit dédie son ouvrage Les Faux Prophètes de l'autisme, entre autres, à Kathleen Seidel.

Des experts judiciaires sont convoqués aux États-Unis dans ces cas de procès à l'encontre des fabricants de vaccins. Boyd Haley a comparu en cour à titre de témoin expert au sujet de la relation entre thiomersal et autisme, mais son témoignage n'a pas été accepté. En 2008, un juge a statué que son « manque d'expertise en matière de génétique, d'épidémiologie et de neurologie de l'enfant, font qu'il est impossible pour lui de fournir des bases factuelles à l'appui de son témoignage ».
L'indépendance de Mark Geier, autre expert judiciaire fréquemment convoqué dans ces cas de plaintes, est remise en cause par Kathleen Seidel, une militante des droits des personnes autistes connue pour sa position en faveur de la neurodiversité et contre les allégations d'empoisonnement au mercure. Elle l'accuse d'avoir des intérêts financiers dans le domaine des traitements de l'autisme, et de donner des conférences pseudoscientifiques. Depuis 2011, Mark Geier a été interdit d'exercice de la médecine dans chaque État américain dans lequel il était enregistré comme médecin, en raison de sa promotion de traitements de l'autisme dangereux et non-validés par la science (chélation) et de sa fausse déclaration au conseil de santé du Maryland, durant laquelle il a prétendu être un généticien et épidémiologiste diplômé.
D'après Andrew Solomon (dans un article du magazine New York), Kathleen Seidel fait l'objet d'un subpoena le 26 mars 2008. Clifford Shoemaker, un avocat spécialisé dans les accidents de vaccination, lui enjoint de déposer et de produire des documents dans une affaire judiciaire où elle n'est pas impliquée, Sykes v. Bayer. Le subpoena semble avoir été motivé par un post sur son blog, dans lequel elle indique que les accords de Sykes ont « agressivement promu l'hypothèse discréditée par une très grande majorité du monde scientifique selon laquelle l'autisme est une conséquence de l'intoxication au mercure ». David Gorski écrit sur son blog, Respectful Insolence [« Insolence Respectueuse »], que « la lecture du subpoena révèle de manière stupéfiante que Shoemaker espère démontrer que Kathleen a accepté l'appui du gouvernement fédéral ou des fabricants de vaccins, ce que, je suppose, il espère utiliser pour la traîner dans la boue et détruire sa crédibilité. Il n'y a rien, mais Shoemaker pense le contraire, et c'est suffisant ». Kathleen Seidel a décrit la citation à comparaître comme étant « très vague », et a déposé une requête en annulation. Shoemaker a été sanctionné en conséquence.

### En Europe
La première tentative d'action judiciaire européenne contre des fabricants de vaccins a eu lieu au Royaume-Uni en avril 1994. L'avocat Richard Barr, entré en contact avec Wakefield pour son étude de 1998, a rassemblé les plaintes d'environ 1 000 familles soupçonnant le vaccin ROR d'être à l'origine de l'autisme de leur enfant. Cette action n'a pas abouti à l'époque, faute d'étude scientifique. Le 8 juin 2007, les actions de groupe contre le vaccin ROR au Royaume-Uni sont interrompues par la High Court en raison de l'absence de preuve de lien causal. Un groupe de pression nommé JABS (Justice, Awareness, Basic Support) a été créé pour représenter les familles concernées.
Un tribunal italien a accordé une indemnité à vie à un enfant autiste en novembre 2014. Selon le juge, à l'origine de cette décision, l’existence d’un lien causal entre la vaccination et le diagnostic d'autisme est avéré, bien qu'aucune expérimentation scientifique n'aie pu le corroborer. Cette décision a été par la suite annulée en appel devant la faiblesse des études présentées par l'expert mandaté en première instance, et l'absence de démonstration de causalité.
En France, après l'annonce en 2017 de l'augmentation du nombre de vaccins obligatoires pour la petite enfance, une action de groupe est menée par l'association Autisme Vaccination à l'encontre de quatre laboratoires pharmaceutiques (Sanofi, Pfizer, Eli Lilly et GlaxoSmithKline),,.

## Dimension sociologique

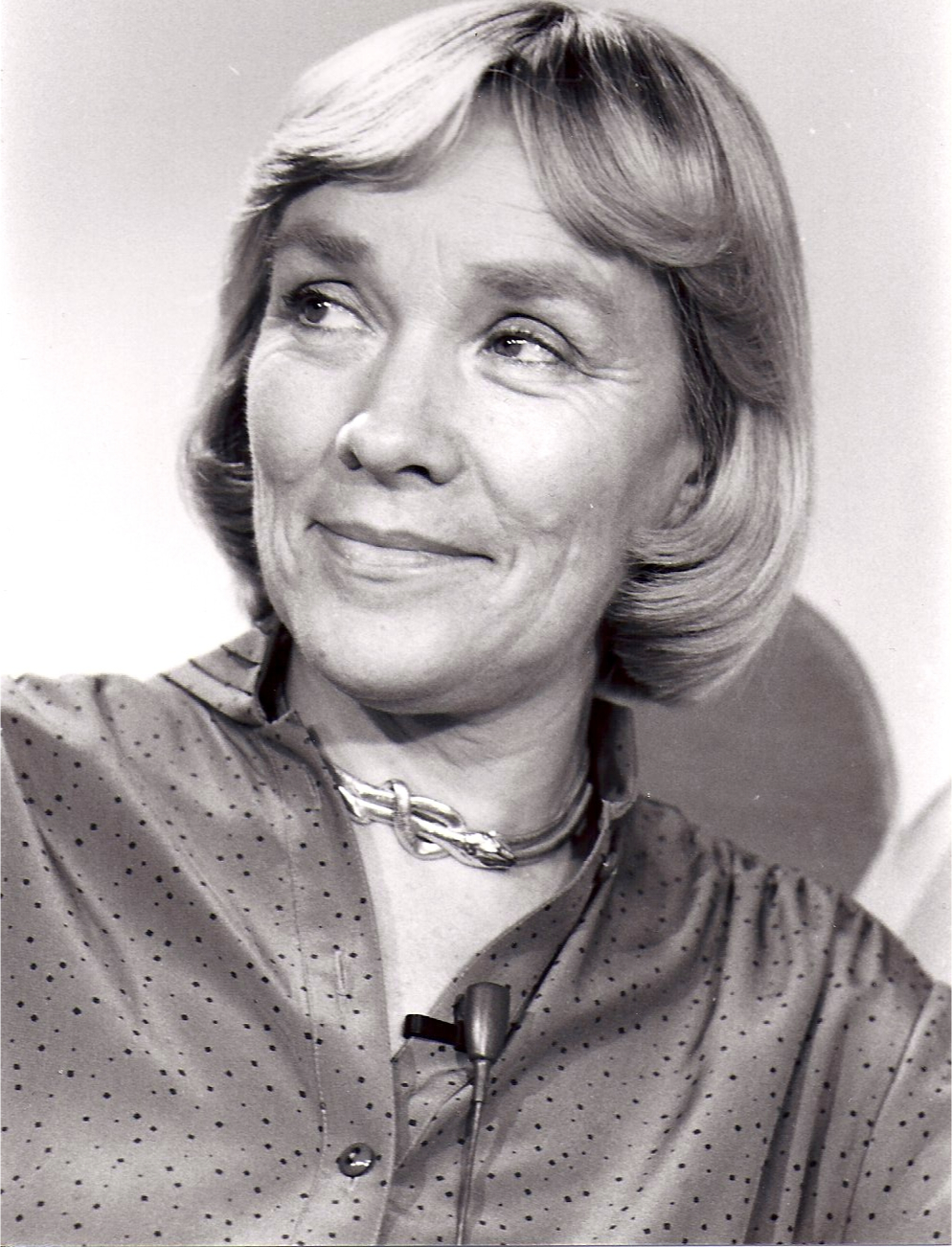
Sylvie Simon, auteure de Autisme et vaccination : Responsable mais non coupable !

L'une des premières personnes à affirmer que les vaccins causeraient l'autisme fut l'Américaine Barbara Loe Fisher, auteure d'un ouvrage publié en 1985, qui explore les effets secondaires de la vaccination : A shot in the dark [« Une flèche tirée dans la nuit »]. Fischer avait créé en 1982 le National Vaccine Information Center,,. Elle rencontre Harry Coulter, dont le livre Vaccination, Social violence and Criminality (en français : « Vaccination, violence sociale et criminalité ») consiste à dire que les vaccinations sont responsables d'accidents qui rendent les enfants autistes et dyslexiques, et critique la médecine conventionnelle tout en soutenant l'usage de l'homéopathie . Son ouvrage défend l'idée que ces effets secondaires de la vaccination seraient bien connus du monde médical, mais volontairement cachés dans le cadre d'une conspiration. En 1995, le Dr Bernard Rimland rencontre Coulter, et joue un rôle décisif dans la diffusion de l'idée d'une association vaccin-autisme parmi la communauté des parents d'enfants autistes.
D'après la psychologue britannique Uta Frith (2010), « ces dernières années, l'association vaccination/risque d'autisme s'est fortement implantée dans l'inconscient collectif », conduisant de nombreux parents à refuser de faire vacciner leurs enfants. Elle ajoute que « l'idée d'un lien entre l'autisme et la triple vaccination s'est installée aussi vite que certaines des légendes urbaines les plus tristement célèbres ». Le biologiste moléculaire français Bertrand Jordan souligne qu'un grand nombre de sites internet et d'ouvrages « à visée prétendument médicale » présentent l'association vaccins/autisme comme une vérité démontrée. La façon de considérer les créateurs de vaccins a évolué : vues comme des héros dans les années 1950, les personnes qui défendent la sûreté des vaccins reçoivent désormais des insultes et des menaces de mort de la part d'activistes.
Il existe enfin une controverse sur la dimension contraignante que peut prendre une politique vaccinale. D'après l'ancien médecin Henri Joyeux, connu pour ses prises de position controversées sur les vaccins notamment, les parents australiens qui refusent de faire vacciner leur enfant par peur de l'autisme perdent leurs allocations familiales.

### Rôle des médias
D'après Paul A. Offit, Steve Silberman et plusieurs chercheurs,, les médias anglophones ont joué un rôle majeur dans la diffusion de l'idée de relation entre vaccins et autisme, en publiant de nombreux articles alarmistes au début des années 2000. Le lendemain de la conférence de presse donnée par Wakefield au sujet de son étude, le 1er mars 1998, les médias britanniques ont répercuté l'information sous des titres anxiogènes, appelant à bannir sans délai la vaccination infantile ROR obligatoire : environ 1 500 articles de presse paraissent à ce sujet dans les années qui suivent. Les grands quotidiens britanniques The Sun, Daily Mail et The Daily Telegraph, soutiennent ouvertement le mouvement anti-vaccins britannique dans sa contestation du ROR : d'après l'analyse de Silberman, présenter les informations sous l'angle d'une croisade de parents abusés contre la toute-puissante Big Pharma est irrésistible pour les journalistes et les médias qui les emploient. Ces articles donnent le plus souvent une version inexacte et réductrice des faits, et s'appuient sur les chiffres d'épidémiologie de l'autisme pour diffuser l'idée d'une épidémie d'autisme d'origine vaccinale. Le 15 décembre 2003, un docufiction sur les recherches de Wakefield, Hear the Silence, est diffusé à la télévision britannique, poussant également de nombreux parents britanniques à refuser de faire vacciner leurs enfants avec le ROR.
Aux États-Unis, le rôle des médias de masse dans la baisse effective des vaccinations semble mineur. Lorsque la fraude de Wakefield s'est fait connaître, les médias ont le plus souvent rejeté la responsabilité de la propagation de la controverse sur ce dernier, plutôt que de faire leur autocritique. Les médias chinois ont également relayé cette controverse à travers de nombreux articles faisant état d'un lien entre le vaccin ROR et l'autisme (d'après une analyse des médias parus entre 2003 et 2012), tout particulièrement lorsque le gouvernement chinois a voulu rendre ce vaccin obligatoire.
Le 19 avril 2005, le journaliste américain Dan Olmsted publie un article intitulé The Age of Autism: The Amish anomaly dans The Washington Times, faisant valoir qu'il n'existe pas de cas d'autisme chez les enfants Amish, qui pour l'essentiel ne seraient pas vaccinés, et que cela s'expliquerait par l'utilisation d'une « médecine naturelle ». Son article contient de nombreuses erreurs : la part des Amish qui font vacciner leurs enfants est plus élevée qu'Olmsted le prétend, et plusieurs médecins témoignent avoir observé des symptômes d'autisme chez des enfants Amish, y compris non vaccinés,. Cet article, beaucoup relayé, entraîne la propagation d'un mythe selon lequel l'autisme n'existerait pas chez les Amish. La prévalence de l'autisme observée chez les Amish est plus basse que dans la population générale, mais cela s'explique vraisemblablement par des facteurs culturels plutôt que par l'absence de vaccination,,.
Certains sites web et magazines francophones relaient des informations anti-vaccins à propos des causes de l'autisme, entre autres Nexus (article de Sylvie Simon publié fin 2011) et le site web ainsi que le magazine de l'INREES (dans un article publié le 6 juin 2017). Le site HoaxBuster note que la controverse s'alimente de diffusions d'informations manipulées ou exagérées par des sites conspirationnistes, qui font régulièrement remonter la rumeur d'un lien entre vaccins et autisme en utilisant des titres d'articles racoleurs et alarmistes. Un courrier électronique viral en langue française a été diffusé par le mouvement anti-vaccins francophone Initiative Citoyenne à partir de septembre 2014, en présentant un article « de CNN » affirmant que la vaccination ROR augmente le risque d'autisme de 340 % : CNN n'y est que l'hébergeur public d'un contenu non-scientifique rédigé par Eben Plettner, père d'un enfant autiste et militant anti-vaccins.
Une analyse du site BuzzFeed, reprise et commentée par l'Agence Science-Presse, montre que les parents d'enfants autistes sont submergés de fake news, faute d'esprit critique face à ces publications, mais aussi en raison d'un traçage effectué dès qu'il partagent l'information du diagnostic de leur enfant sur internet. La première de ces fake news concernant l'autisme est un article anglais fallacieux, intitulé « Les tribunaux confirment que le vaccin RRO cause l’autisme ». Une étude sur 327 personnes exposées à des sources écrites au sujet de la relation entre vaccins et autisme montre qu'une majorité de personnes exposées aux deux types de sources (pour et contre) ont tendance à croire qu'il existerait un lien causal entre vaccins et autisme, et que la communauté scientifique serait divisée sur la question.
En février 2021, les responsables des réseaux sociaux Facebook et Instagram annoncent des règles de modération durcies contre la diffusion de l'infox autisme-vaccins.

### Mécanisme de croyance

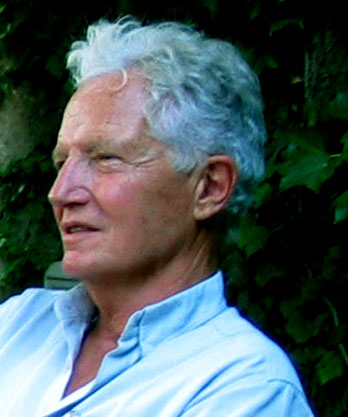
Le biologiste moléculaire français Bertrand Jordan.

À l'origine controverse scientifique propagée par la presse écrite anglophone, l'idée selon laquelle les vaccins causeraient l'autisme est désormais définie comme infondée par la communauté scientifique en raison du très grand nombre d'études publiées à ce sujet, et constitue donc une croyance ou un mythe. Cette croyance se propage principalement sur internet via des sites web conspirationnistes et par des ouvrages et documentaires faussement scientifiques, tels que le film Vaxxed. Dans un premier temps, les institutions officielles de santé n'ont pas cherché à la contredire, la laissant se propager sous l'effet de l'activisme des militants anti-vaccins.
Des parents sont convaincus par cette association en raison de leur expérience personnelle. Ainsi, d'après Sylvie Simon, la moitié des parents qu'elle a interrogés estiment que leur enfant a changé de comportement après la vaccination. Le médecin britannique Michael Fitzpatrick note la grande force émotionnelle véhiculée par ces témoignages, en particulier lorsqu'ils sont accompagnés d'images vidéo présentant la supposée régression vers l'autisme d'enfants vaccinés. Bertrand Jordan souligne la faiblesse bien connue du « vécu des parents » en tant que donnée scientifique, et rejoint l'idée d'une coïncidence entre l'âge de repérage des premiers symptômes de l'autisme et celui des vaccinations, soulignant que de nombreux parents confondent coïncidence et causalité. L'érosion de la confiance en la vaccination s'est accentuée aux États-Unis en raison des chiffres d'épidémiologie de l'autisme, de nombreuses personnes croyant en une épidémie causée par des facteurs environnementaux.
En 2016, malgré l'absence de preuve de la validité de l'hypothèse initiée par Wakefield (comme de toute preuve scientifique de lien entre vaccins et autisme), une vague de panique anti-vaccins sévit dans le monde occidental, sur un modèle comparable à celui des croyances, et sur fond de scepticisme vis-à-vis de la science. De nombreux parents d'enfants autistes américains restent persuadés que le mercure dans les vaccins cause l'autisme, environ un quart d'entre eux partageant cette croyance en une relation vaccins-autisme en 2016. Des mères d'enfants autistes originaires du Maghreb en sont également persuadées (2013). D'après Seth Mnookin, le maintien de la croyance en un lien entre autisme et vaccination malgré les preuves scientifiques contraires s'explique par un phénomène de dissonance cognitive. La suspicion envers le vaccin ROR n'est jamais retombée, malgré la preuve de corruption et de fraude de Wakefield.
La diffusion de cette croyance peut s'expliquer par la loi de Brandolini, technique de propagande consistant en la diffusion de masse sur les réseaux sociaux d'intox qui exploitent la crédulité d'un certain public en faisant appel à son système de pensée rapide, instinctif et émotionnel, la communauté scientifique et la presse n'ayant pas les moyens de répondre à la profusion de fake news. De fait, le mythe de l'autisme causé par les vaccins continuait en 2019 de se propager sur les réseaux sociaux.

### Théories du complot
Bertrand Jordan note une tendance conspirationniste au sein du mouvement anti-vaccins, citant en exemple l'introduction de l'ouvrage de la journaliste et essayiste française Sylvie Simon, publié en 2007 chez Guy Trédaniel : Autisme et vaccination : Responsable mais non coupable ! Elle y affirme que les pouvoirs publics prétendraient que l'autisme est d'origine génétique afin de cacher l'existence d'une épidémie d'autisme d'origine vaccinale à la population. De même, le médecin retraité François Choffat estime que les participants à la conférence de Simpsonwood « se sont surtout préoccupés de ne pas révéler ces informations [à propos des vaccins contenant du mercure] au public », et ont ensuite mandaté une étude pour démentir tout lien entre vaccins, mercure et autisme. David Icke inscrit la prétendue multiplication des cas d'autisme par la vaccination dans le cadre d'une conspiration reptilienne mondiale. L'utilisation d'internet joue un grand rôle dans la diffusion de théories du complot relatives aux vaccins, dans la mesure où des parents d'enfants autistes sans formation scientifique se sont mis à tirer leurs conclusions médicales puis à les partager, plutôt que de dialoguer avec des professionnels de santé. Seth Mnookin note également une forte paranoïa parmi les personnes qui soutiennent un lien entre vaccins et autisme.
La validité des études officielles portant sur la relation vaccins-autisme est donc mise en doute par les militants anti-vaccins, qui soutiennent que les données scientifiques auraient été manipulées. Les prises de position du gouvernement britannique en faveur de la vaccination ont entraîné un soupçon de dissimulation de la vérité, et une théorie du complot entre les laboratoires pharmaceutiques et le gouvernement. D'après Brigitte Chamak (2017), les personnes convaincues de l'association vaccins-autisme accusent les auteurs des études qui démentent ce lien d'avoir des relations avec les fabricants de vaccins. De nombreuses personnes et personnalités des États-Unis ont érigé Wakefield au rang de héros victime d'une conspiration.

## Personnes impliquées dans le militantisme anti-vaccins

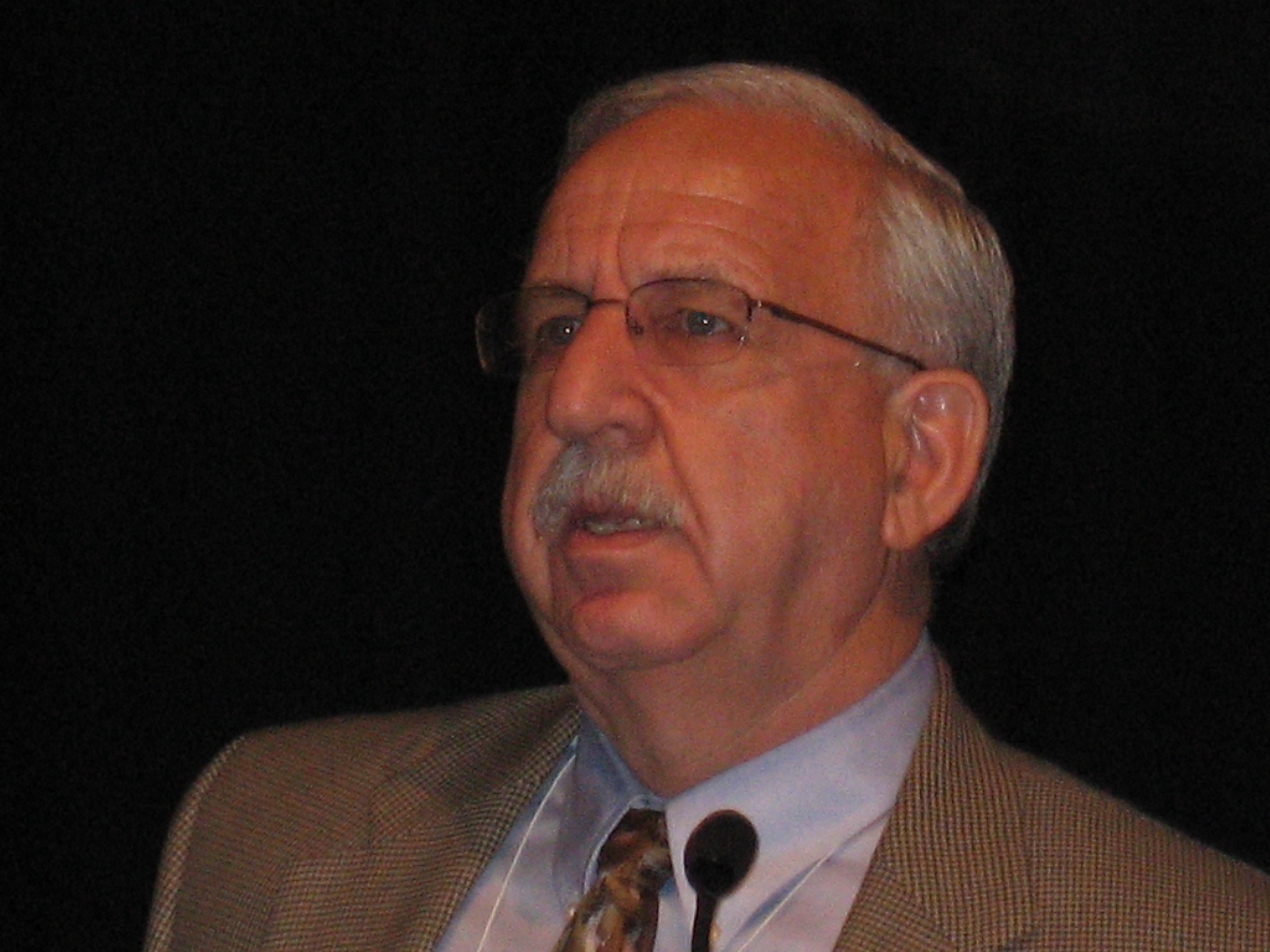
Le lors d'une conférence d'AutismOne/Generation Rescue, le 29 mai 2010.

Les personnes investies dans le militantisme anti-vaccins se créent un « monde alternatif » soutenant leur croyance, en organisant et assistant à des conférences, en tenant des blogs, en rédigeant et en diffusant des publications diverses, et en organisant des rencontres entre personnes convaincues par un lien entre vaccins et autisme, ou se posant des questions à ce sujet. La principale de ces associations dans le monde anglophone est AutismOne, qui dispose de relais dans différents pays, dont la France. Plusieurs associations, dont AutismOne, sont connues pour exclure tout journaliste ou chercheur qui s'exprimerait contre leur position durant les événements qu'elles organisent.

### Parents
Des témoignages de parents attribuant la cause de l'autisme (en particulier l'autisme régressif) de leur enfant à la vaccination sont régulièrement relayés, y compris dans les pays francophones. Les récits consistent généralement en une description d'un développement typique de l'enfant, jusqu'à la réception d'un vaccin, avec des détails tels que « la lumière qui s'éteignit dans leurs yeux au moment où l'aiguille de la seringue perça leur peau », et des descriptions de convulsions, de pleurs, de fièvre, et de troubles digestifs.
Ces parents d'enfants autistes se regroupent en mouvements qui, d'après la Food and Drug Administration, sont opposés aux vaccins ou utilisent des thérapies alternatives, tels que le régime diététique évitant gluten et caséine, des médicaments chélateurs de métaux lourds, des probiotiques, suppléments vitaminiques, et divers produits comme la solution mineral miracle. La sociologue française Brigitte Chamak souligne en effet qu'un investissement dans le mouvement anti-vaccins s'accompagne généralement de « la promotion d'une médecine alternative » par les associations de parents d'enfants autistes.

### Chercheurs, médecins et anciens médecins

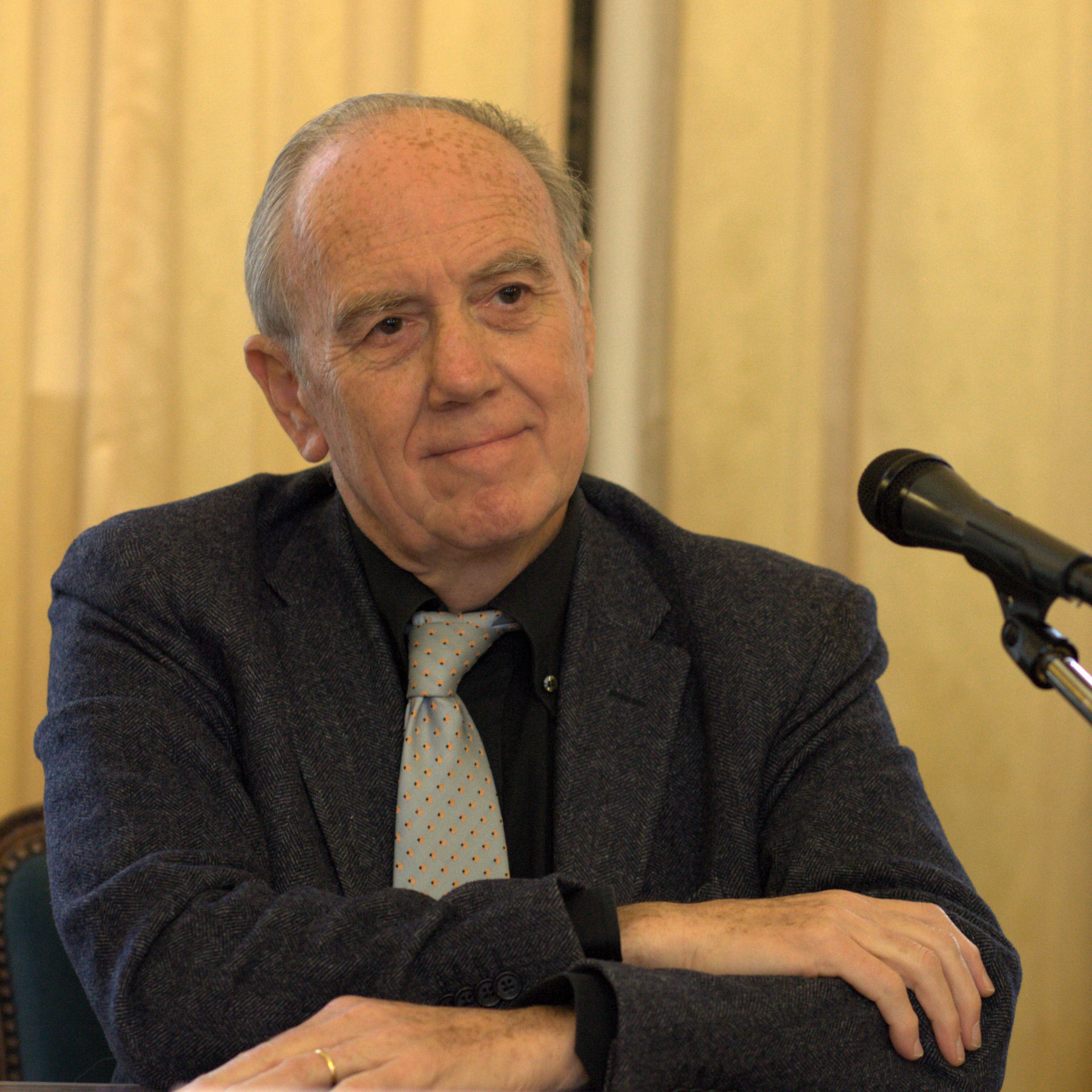
Le médecin français Henri Joyeux défend l'existence d'un lien entre certains vaccins et l'autisme.

Le Pr Bernard Rimland, docteur en psychologie, conseiller technique pour le film Rain Man et fondateur de l’Autism Society of America et de l’Autism Research Institute, est connu pour avoir rejeté le modèle psychogène de l'autisme et démontré des causes biologiques. Il publie en 2000 une étude décrivant une épidémie d'autisme, et appelant à la recherche d'un lien avec le vaccin ROR. Il a re-déclaré l'année suivante être convaincu que le vaccin ROR peut causer l'autisme, lequel pourrait d'après lui être soigné par chélation de métaux lourds. Bernard Rimland décède en 2006, au moment où la controverse prend de l'ampleur. Bien que son rôle dans cette dernière soit mineur, il a soutenu jusqu'à sa mort que l'autisme peut être causé par les vaccins, et a tenu à jour un registre de témoignages de parents,.
Radié de l'ordre des médecins britanniques, Wakefield a fondé aux États-Unis The Strategic Autism Initiative, au sein duquel il poursuit ses recherches et ses interventions. Un mouvement de soutien s'est constitué autour de lui. Des associations comme AutismOne l'invitent régulièrement en conférence, Medical Interventions for Autism (MIA) organise des levées de fonds en sa faveur. Paul A. Offit cite d'autres scientifiques impliqués, dans son ouvrage Les Faux Prophètes de l'autisme. Le chercheur et professeur de chimie Boyd Haley est venu en soutien à Lyn Redwood, auteure de la première publication associant thiomersal et autisme. Le neurologue Richard Deth affirme que la prise de vitamine B12 serait très bénéfique aux enfants autistes, et a prétendu avoir découvert un remède à l'autisme lors de ses apparitions publiques. Enfin Mady Horning, une chercheuse de l'université Columbia, a soutenu que le thiomersal cause l'autisme.
Au Canada, le Dr Andrew Moulden (qui n'est pas spécialiste de la vaccination, mais physicien), figure du mouvement anti-vaccinations, estime que toutes les vaccinations polluent le corps et sont susceptibles de provoquer l'autisme,. Il décrit la vaccination comme étant un « génocide ». Son décès, en 2013, a parfois été lié à un complot de Big Pharma pour l'éliminer.
En France, le cancérologue Henri Joyeux, brièvement radié de l'Ordre des médecins (en 2016) en raison de ses propos « non appuyés sur des bases scientifiques » et « qui peu[ven]t être dangereux pour la population », estime que le vaccin ROR peut causer l'autisme dans son ouvrage Vaccins: Comment s'y retrouver ?, paru fin 2015. Il y défend la validité de l'étude de Wakefield, et met en cause le vaccin ROR trivalent Tripedia de Sanofi Pasteur. Un autre cancérologue, Dominique Belpomme, écrit dans son ouvrage Comment naissent les maladies, paru en 2016, que le lien entre le mercure dans les vaccins et l'autisme est avéré. Le professeur Luc Montagnier, co-découvreur du VIH et ami proche d'Andrew Wakefield, a prétendu que la suppression d'infections microbiennes puisse être une cure à l'autisme, puis a répondu à l'invitation d’AutismOne pour une conférence en 2012. Pour cette raison, il a été qualifié de « soutien du mouvement anti-vaccins » dans un article du magazine Forbes. Pour faire taire la polémique, il a déclaré n'avoir jamais cité les vaccins comme une origine possible de l'autisme. D'après Sylvie Simon, les positions anti-vaccins de Luc Montagnier ont conduit à sa contestation par une quarantaine de scientifiques.
Aux Pays-Bas, le médecin et homéopathe Tinus Smits a écrit un ouvrage (traduit en italien mais pas en français) affirmant que l'autisme peut guérir grâce à l'homéopathie, et serait dû à 70 % aux vaccins. Depuis son décès en 2010, le groupe CEASE (Complete Elimination of Autistic Spectrum Expression, soit en français « Élimination complète des expressions du spectre de l'autisme ») poursuit son travail.

### Politiques

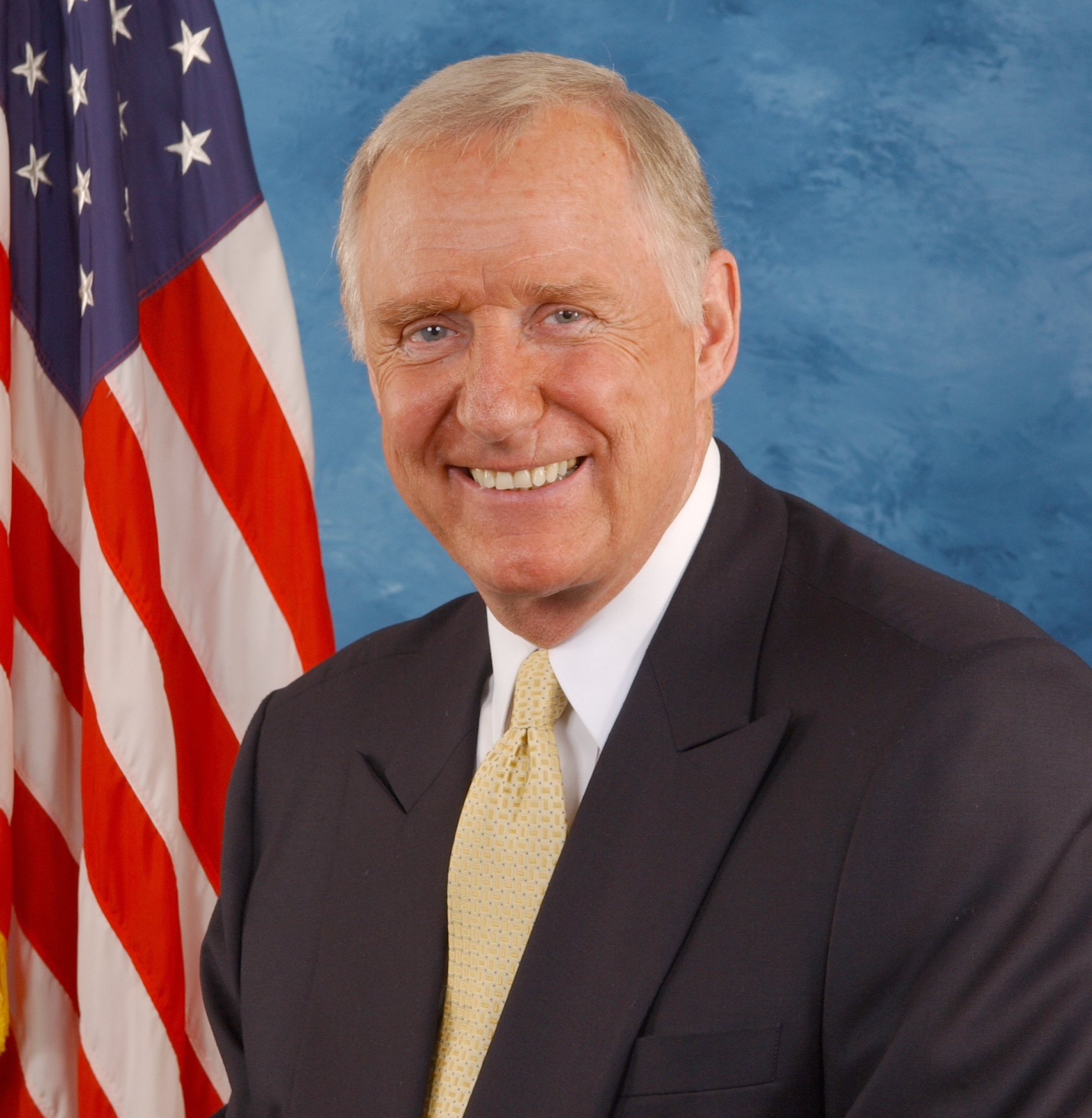
Dan Burton, homme politique qui a fait connaître Andrew Wakefield aux États-Unis.

Plusieurs politiques américains soutiennent le mouvement anti-vaccins. Dan Burton, un homme politique persuadé que l'autisme de son fils serait dû à un vaccin, membre du parti républicain, a soutenu la diffusion de l'étude de Wakefield dès les débuts de la controverse, le 6 avril 2000. Grâce à ses appuis, il a notamment fait en sorte que Wakefield soit accueilli aux États-Unis « comme une célébrité » pour y témoigner. Les déclarations de personnalités politiques américaines ont accentué ou alimenté la controverse, Rand Paul et Chris Christie ayant publiquement invoqué la liberté vaccinale le 2 février 2015.

#### Donald Trump
Donald Trump défend de longue date l'idée que les vaccins causeraient l'autisme, en raison de sa relation d'amitié avec le couple des fondateurs d'Autism Speaks,. Auteur d'au moins cinq tweets à ce sujet, il a déclaré le 16 septembre 2015, pendant un débat préparatoire aux élections présidentielles sur CNN, qu'il connaît un jeune garçon de 2 ans qui a reçu un vaccin combiné et a depuis développé un trouble du spectre de l'autisme, renforçant ainsi cette association auprès de très nombreux téléspectateurs américains. Devenu président des États-Unis en 2017, il fait part de ses inquiétudes vis-à-vis des chiffres d'épidémiologie de l'autisme. Par ailleurs, d'après The Independent, à la même époque, environ un militant pro-Trump sur trois partage son point de vue. En 2019, Trump lance néanmoins un appel aux américains à se faire vacciner contre la rougeole.
En avril 2025, durant son second mandat, il apporte publiquement son soutien à l'idée sans fondement d'« épidémie d'autisme », et annonce que cette hypothétique épidémie est « peut-être » due à un vaccin,.

#### Robert Francis Kennedy Jr.
Robert Francis Kennedy Jr., également très actif dans ce mouvement,,, a notamment publié l'ouvrage Thimerosal: Let the Science Speak. De même que le journaliste David Kirby, il a reçu le soutien d'Arnold Schwarzenegger et de John Kerry. Il est producteur exécutif du film Vaxxed II: The People's Truth, la suite sortie en 2019 du film anti-vaccination Vaxxed.
Il est nommé à la tête du centre de contrôle américain des maladies (CDC) durant le second mandat de Donald Trump en 2025, et annonce dans ce cadre le lancement d'une nouvelle étude relative aux liens possibles entre autisme et vaccination, malgré l'existence de très nombreuses études antérieures ayant toutes échoué à démontrer un tel lien. Pour réaliser cette étude, il nomme son ami de longue date David Geier, un analyste de données qui n'a jamais étudié la médecine, sanctionné en 2011 pour avoir exercé illégalement cette activité. La journaliste du Point  Alexandra Jaegy souligne le soutien de Kennedy à des hypothèses complotistes, entre autres via une instrumentalisation des TSA.

#### Membres d'EELV
Martine Ferguson-André, militante française membre d'Europe Écologie Les Verts (EELV), proche du mouvement anti-vaccins américain, est à l'origine de la première action de groupe française contre des fabricants de vaccins,,. Mère d'un enfant qu'elle estime être devenu autiste à la suite d'un vaccin, elle organise des projections du film Vaxxed, et déclare avoir reçu le soutien de Robert Francis Kennedy Jr. 
L'eurodéputée française Michèle Rivasi (EELV), à l'origine d'une polémique liée à la diffusion de Vaxxed au parlement européen, ne se définit pas comme étant anti-vaccins, mais comme « vaccins-sceptique ».

### Célébrités

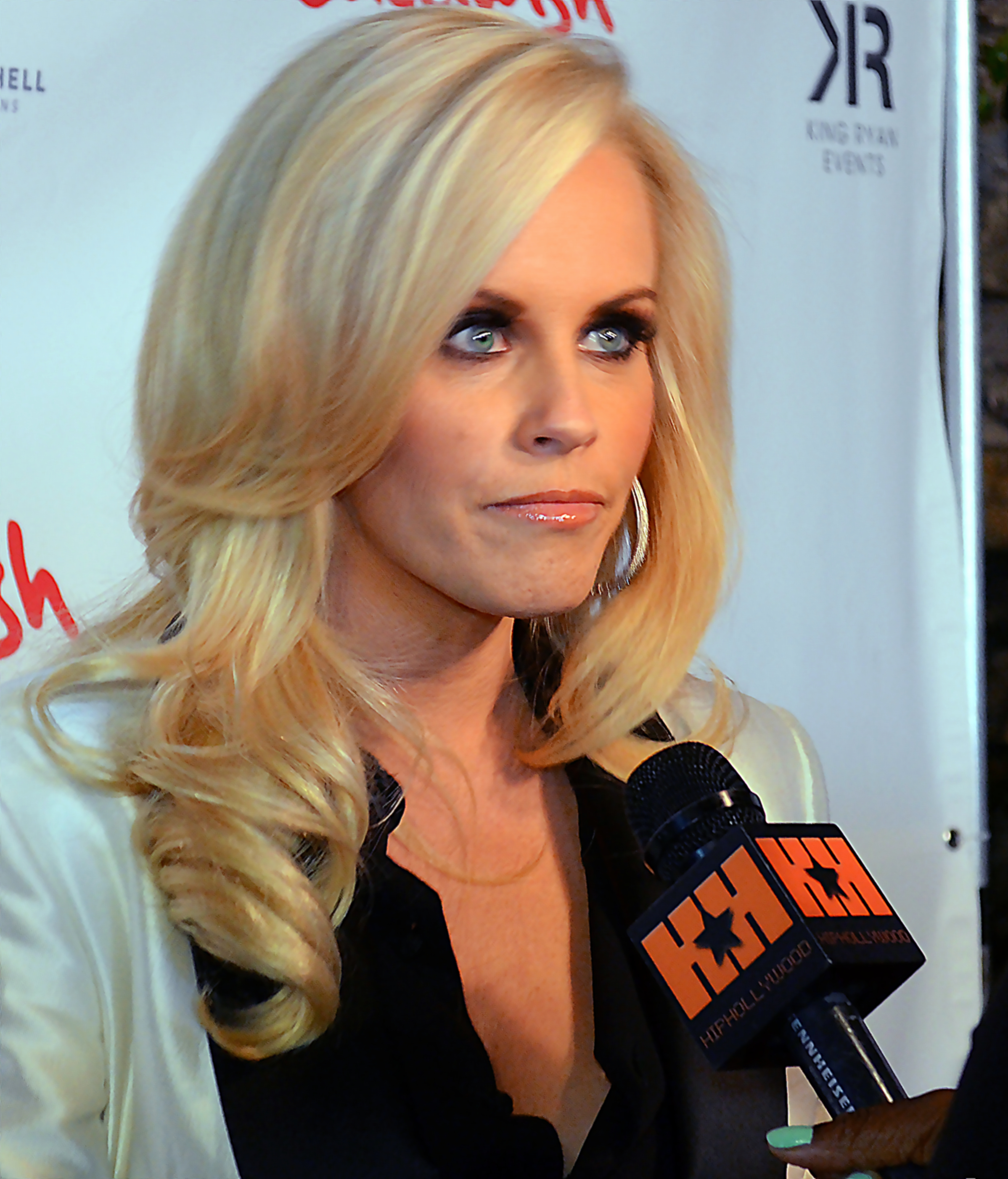
L'actrice militante Jenny McCarthy affirme que les vaccins sont la cause de l'autisme de son fils.

Certaines célébrités se sont exprimées en faveur d'une relation entre vaccins et autisme, notamment Jenny McCarthy, Kristin Cavallari, Toni Braxton, Jim Carrey et Robert De Niro, lui-même convaincu que l'autisme de son fils a été provoqué par un vaccin.
McCarthy, actrice et écrivain, est connue l'une des militantes les plus actives. D'après Seth Mnookin, elle a d'abord soutenu que son fils Evan, né en 2002, serait un enfant indigo, et tenu à jour un site web, IndigoMoms.com, à ce sujet. Ensuite, elle a affirmé que le diagnostic d'autisme de son fils proviendrait du vaccin ROR. Elle écrit plusieurs ouvrages en faveur de la théorie d'une origine vaccinale de l'autisme depuis 2007, et défend publiquement cette association causale. Elle milite sur Generation Rescue, qui prétend venir en aide aux familles concernées par l'autisme en les mettant en contact avec des thérapeutes proposant un régime sans gluten et sans caséine. La gestion de cette association est devenue pour elle une activité à plein temps ; par ailleurs, elle est soutenue par d'autres personnalités américaines, telles que Jim Carrey. Certains scientifiques attribuent les symptômes de son fils au syndrome de Landau et Kleffner, ce que réfute complètement l'actrice.
De par ses actions, l'admiration qu'elle suscite, et ses nombreuses apparitions médiatiques, à elle seule, McCarthy a probablement diffusé l'idée d'une association vaccins-autisme vers des millions de personnes.

## Problèmes de santé publique

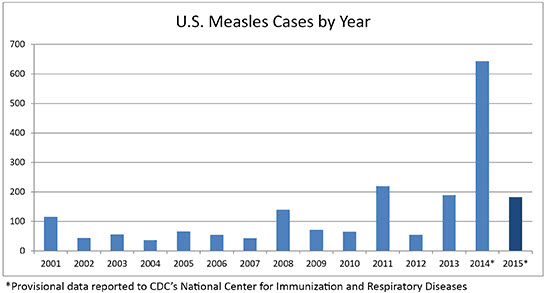
Chiffres épidémiologiques de la rougeole aux États-Unis.

Cette controverse a entraîné une baisse palpable du taux de vaccination (couverture vaccinale) dans plusieurs pays, notamment les États-Unis, les Pays-Bas, l'Allemagne et le Royaume-Uni. Le taux de vaccination est passé de 92 % à 78,9 % au Royaume-Uni, entre 1998 et 2003. Le fort déclin de la couverture vaccinale au Royaume-Uni s'accompagne d'une augmentation des cas de rougeoles y correspondant, le tout résultant en de sérieux troubles de la santé ainsi que plusieurs décès,.
Paul A. Offit cite l'exemple d'un enfant américain de 11 ans, qui a contracté les oreillons pendant un voyage en Angleterre en juin 2009. De retour aux États-Unis, il a infecté de nombreux enfants d'une colonie de vacances. En janvier 2010, 1 500 cas d'oreillons découlant de cette épidémie étaient recensés. 65 enfants ont rencontré des complications et 19 ont été hospitalisés. Le nombre de cas de rougeole a beaucoup augmenté aux États-Unis depuis 2014, résultant de la réticence d'un nombre croissant de parents à faire vacciner leurs enfants en raison de la croyance selon laquelle les vaccins causeraient l'autisme.
Une augmentation des cas de rubéole, d'oreillons, de poliomyélite, de diphtérie et de coqueluche, en particulier aux États-Unis, a également été reliée à la diffusion de la controverse. Cette baisse de la couverture vaccinale a été constatée plus tardivement en France, avec une réapparition de foyers de rougeole en 2015, dix cas ayant entraîné la mort.

### Citations originales
1. ↑  V. O. : no evidence of harm caused by doses of thimerosal in vaccines, except for local hypersensitivity reactions
2. ↑  beyond a reasonnable doubt
3. ↑  causality more probable than not
4. ↑  The government has made absolutely no statement indicating that vaccines are a cause of autism. This does not represent anything other than a very specific situation and a very sad situation as far as the family of the affected child.
5. ↑  V. O. : (T)here's no denying that the court's decision to award damages to the Poling family puts a chink — a question mark — in what had been an unqualified defense of vaccine safety with regard to autism. If Hannah Poling had an underlying condition that made her vulnerable to being harmed by vaccines, it stands to reason that other children might also have such vulnerabilities.

#### Ouvrages de recherche
- [Fitzpatrick 2004] Michael Fitzpatrick, MMR and Autism : What Parents Need to Know, Routledge, 2004, 236 p. (ISBN 1-134-35591-2 et 9781134355914, lire en ligne)
- [Frith 2010] Uta Frith (trad. de l'anglais), « La grande peur de la vaccination », dans L’Énigme de l'autisme [« Autism: Explaining the Enigma »], Éditions Odile Jacob, 21 janvier 2010, 2e éd., 368 p. (ISBN 2738192572 et 9782738192578)
- [Goldberg 2013] (en) Richard Goldberg, « The rise and fall of the MMR litigation: A comparative perspective », dans Medicinal Product Liability and Regulation, Bloomsbury Publishing, 2013, 242 p. (ISBN 1782251537 et 9781782251538)
- [Jordan 2012] Bertrand Jordan, « La « conspiration » des vaccins », dans Autisme, le gène introuvable. De la science au business, Le Seuil, janvier 2012, 224 p. (ISBN 2021075028 et 9782021075021)
- [Mnookin 2012] (en) Seth Mnookin, The Panic Virus : The True Story Behind the Vaccine-Autism Controversy, Simon & Schuster, 2012, 464 p. (ISBN 1-4391-5865-7, OCLC 833917583).
- [Newton 2013] (en) David E. Newton, Vaccination Controversies : A Reference Handbook, ABC-CLIO, 2013, 352 p. (ISBN 1-61069-312-4, OCLC 874335820).
- Paul A. Offit, Autism's False Prophets (œuvre écrite), 2008.
- [Offit 2010b] (en) Paul A. Offit, Deadly Choices : How the Anti-Vaccine Movement Threatens Us All, Hachette UK, 2010, 288 p. (ISBN 978-0-465-02356-1 et 0-465-02356-8, lire en ligne)
- [Plotkin, Orenstein et Offit 2008] (en) Stanley Plotkin, Walter A. Orenstein et Paul A. Offit, Vaccines, Saunders et Elsevier, 2008, 1 725 p. (ISBN 978-1-4160-3611-1, OCLC 904557968).
- [Saluzzo 2011] Jean-François Saluzzo, La saga des vaccins : Contre les virus, Éditions Belin et Pour la science, 2011, 301 p. (ISBN 2-7011-5853-2, OCLC 767803649), « Autisme et mercure dans les vaccins ».
- [Silberman 2016] (en) Steve Silberman (préf. Oliver Sacks), NeuroTribes: The Legacy of Autism and the Future of Neurodiversity, Avery, 23 août 2016, 2e éd., 560 p. (ISBN 978-0-399-18561-8 et 0-399-18561-5).
- (en) Institute of Medicine, Board on Health Promotion and Disease Prevention, Immunization Safety Review Committee, Immunization Safety Review : Vaccines and Autism, National Academies Press, coll. « Compass series », 2004, 214 p. (ISBN 0-309-09237-X et 9780309092371, lire en ligne)

#### Ouvrages anti-vaccins
- [Berthoud 2016] Françoise Berthoud, Autisme : le grand espoir d'en sortir, Jouvence Santé, 2016, 128 p. (ISBN 978-2-88905-403-9 et 2-88905-403-9, lire en ligne), « 5 : Autisme et vaccins »
- [Choffat 2017] François Choffat, « Autisme et vaccinations », dans Vaccinations : le droit de choisir, Jouvence, 2017, 224 p. (ISBN 2889054527 et 9782889054527)
- [Kennedy 2015] (en) Robert F. Kennedy (préf. Mark Hyman, MD), Thimerosal : Let the Science Speak : The Evidence Supporting the Immediate Removal of Mercury a Known Neurotoxin from Vaccines, Skyhorse Publishing, 2015, 500 p. (ISBN 978-1-63450-443-0 et 1-63450-443-7)
- [Kirby 2007] (en) David Kirby, Evidence of Harm : Mercury in Vaccines and the Autism Epidemic: A Medical Controversy, St. Martin's Press, 2007, 480 p. (ISBN 978-1-4299-0619-7 et 1-4299-0619-7, lire en ligne)
- [Joyeux 2015] Henri Joyeux, Vaccins : Comment s'y retrouver ?, éditions Artège, 2015, 272 p. (ISBN 978-2-268-08251-6 et 2-268-08251-2, lire en ligne)
- [Olmstead et Blaxill 2010] (en) Dan Olmsted et Mark Blaxill, The Age of Autism : Mercury, Medicine, and a Man-Made Epidemic, Macmillan, 2010, 448 p. (ISBN 978-1-4299-4118-1, lire en ligne)
- [Simon 2007] Sylvie Simon, Autisme et vaccination : Responsable mais non coupable !, Paris, Guy Trédaniel éditeur, 2007, 311 p. (ISBN 978-2-84445-848-3 et 2-84445-848-3)

#### Articles de recherche
- [Baker 2008] Jeffrey P. Baker, « Mercury, vaccines, and autism: one controversy, three histories », American Journal of Public Health, vol. 98, no 2,‎ février 2008, p. 244–253 (ISSN 1541-0048, PMID 18172138, PMCID PMC2376879, DOI 10.2105/AJPH.2007.113159, lire en ligne, consulté le 26 juin 2017)
- [Bearman 2010] (en) Peter Bearman, « Just-so Stories: Vaccines, Autism, and the Single-bullet Disorder », Social Psychology Quarterly, vol. 73, no 2,‎ 1er juin 2010, p. 112–115 (ISSN 0190-2725, DOI 10.1177/0190272510371672, lire en ligne, consulté le 14 août 2017)
- [Bernard, Enayati, Redwood et Roger 2001] S. Bernard, A. Enayati, L. Redwood et H. Roger, « Autism: a novel form of mercury poisoning », Medical Hypotheses, vol. 56,‎ 1er avril 2001, p. 462–471 (ISSN 0306-9877, PMID 11339848, DOI 10.1054/mehy.2000.1281, lire en ligne, consulté le 19 mai 2016)
- [Chamak 2017] Brigitte Chamak, « L’affaire Wakefield et le mouvement anti-vaccination », Neuropsychiatrie de l'Enfance et de l'Adolescence,‎ 18 mai 2017 (DOI 10.1016/j.neurenf.2017.04.003, lire en ligne, consulté le 16 juillet 2017)
- [DeStefano et Thomson 2004] (en) Frank DeStefano et William W. Thompson, « MMR vaccine and autism: an update of the scientific evidence », Expert Review of Vaccines, vol. 3, no 1,‎ 1er février 2004, p. 19–22 (ISSN 1476-0584, DOI 10.1586/14760584.3.1.19, lire en ligne, consulté le 18 janvier 2017).
- [DeStefano, Bhasin, Thompson et Yeargin-Allsopp 2004] (en) Frank DeStefano, Tanya Karapurkar Bhasin, William W. Thompson et Marshalyn Yeargin-Allsopp, « Age at first measles-mumps-rubella vaccination in children with autism and school-matched control subjects: a population-based study in metropolitan atlanta », Pediatrics, vol. 113, no 2,‎ février 2004, p. 259–266 (ISSN 1098-4275, PMID 14754936, lire en ligne, consulté le 25 juin 2017)
- [Doja et Roberts 2006] (en) Asif Doja et Wendy Roberts, « Immunizations and autism: a review of the literature », The Canadian Journal of Neurological Sciences / Le Journal Canadien Des Sciences Neurologiques, vol. 33, no 4,‎ 1er novembre 2006, p. 341–346 (ISSN 0317-1671, PMID 17168158, lire en ligne, consulté le 19 mai 2016)
- [Flaherty 2011] (en) Dennis K Flaherty, « The vaccine-autism connection: a public health crisis caused by unethical medical practices and fraudulent science », Annals of Pharmacotherapy, Thousand Oaks et Cincinnati, SAGE Publications et inconnu, vol. 45, no 10,‎ octobre 2011, p. 1302-4 (ISSN 1060-0280 et 1542-6270, OCLC 24850495, PMID 21917556, DOI 10.1345/APH.1Q318).
- [Gross 2009] (en) Liza Gross, « A Broken Trust: Lessons from the Vaccine–Autism Wars », PLOS Biology, vol. 7, no 5,‎ 26 mai 2009, e1000114 (ISSN 1545-7885, PMID 19478850, PMCID PMC2682483, DOI 10.1371/journal.pbio.1000114, lire en ligne, consulté le 16 juillet 2017)
- [Jain, Marshall, Buikema et Bancroft 2015] (en) Anjali Jain, J. Marshall, A. Buikema et T. Bancroft, « Autism occurrence by MMR vaccine status among us children with older siblings with and without autism », Journal of the american medical association, vol. 313,‎ 21 avril 2015, p. 1534–1540 (ISSN 0098-7484, DOI 10.1001/jama.2015.3077, lire en ligne, consulté le 26 mai 2016)
- [Offit 2007] (en) Paul A. Offit, « Thimerosal and vaccines--a cautionary tale », The New England Journal of Medicine, MMS, vol. 357, no 13,‎ 27 septembre 2007, p. 1278-9 (ISSN 0028-4793 et 1533-4406, OCLC 231027780, PMID 17898096, DOI 10.1056/NEJMP078187).
- [Plotkin, Gerber et Offit 2009] (en) Stanley Plotkin, Jeffrey S Gerber et Paul A Offit, « Vaccines and autism: a tale of shifting hypotheses », Clinical Infectious Diseases, OUP, vol. 48, no 4,‎ 15 février 2009, p. 456-61 (ISSN 1058-4838 et 1537-6591, OCLC 24308833, PMID 19128068, PMCID 2908388, DOI 10.1086/596476, lire en ligne).
- [Rimland 2000] (en) Bernard Rimland, « The Autism Epidemic, Vaccinations, and Mercury », Journal of Nutritional & Environmental Medicine, vol. 10, no 4,‎ 1er janvier 2000, p. 261–266 (ISSN 1359-0847, DOI 10.1080/13590840020013248, lire en ligne, consulté le 18 janvier 2017)
- [Sugarman 2007] (en) Stephen D. Sugarman, « Cases in vaccine court--legal battles over vaccines and autism », The New England Journal of Medicine, MMS, vol. 357, no 13,‎ 27 septembre 2007, p. 1275-7 (ISSN 0028-4793 et 1533-4406, OCLC 231027780, PMID 17898095, DOI 10.1056/NEJMP078168, lire en ligne).
- [Taylor, Swerdfeger et Eslick 2014] (en) Luke E Taylor, Amy L Swerdfeger et Guy D Eslick, « Vaccines are not associated with autism: an evidence-based meta-analysis of case-control and cohort studies », Vaccine, Elsevier, vol. 32, no 29,‎ 17 juin 2014, p. 3623-9 (ISSN 0264-410X, 1873-2518 et 2590-1362, PMID 24814559, DOI 10.1016/J.VACCINE.2014.04.085).
- [Thomas 2010] (en) John Thomas, « Paranoia strikes deep': MMR vaccine and autism », Psychiatric Times, vol. 27, no 3,‎ mars 2010 (lire en ligne, consulté le 26 juin 2017)

#### Articles de presse
- [Foucart et Paris 2015] Stéphane Foucart et Gilles Paris, « Rougeole, vaccination et autisme : la controverse qui enflamme l’Amérique », Le Monde,‎ 5 février 2015 (ISSN 1950-6244, lire en ligne, consulté le 18 mai 2016)